# 서산시
서산시(瑞山市)는 대한민국 충청남도 서북부 태안반도에 있는 시이다. 동쪽으로 당진시와 예산군, 서쪽으로 태안군, 남쪽으로 홍성군, 북쪽으로는 황해와 접한다. 서해안고속도로가 개통되고, 중국과의 교역이 활발해짐에 따라 대산 임해공업지역이 개발되면서 대산석유화학단지, 서산테크노밸리 등이 조성되었으며, HD현대오일뱅크, 한화토탈에너지스, 현대트랜시스 등 대기업 본사가 들어서면서 충청남도 내포문화권의 중심도시로 발전했다. 해안선이 길고 복잡한 리아스식 해안이며, 부석면 일대에는 천수만 간척사업으로 간월호와 부남호가 조성되었고, 서산바이오웰빙특구로 지정되어 있다. 서산의 농특산물로는 간척지 쌀, 6쪽 마늘, 어리굴젓, 생강 등이 있고, 해산물이 풍부하다. 문화유적으로는 마애여래삼존상, 해미읍성 등이 있다. 시청 소재지는 읍내동이고, 행정구역은 1읍 9면 5동이다.

## 역사
| Daedongyeojido (Gyujanggak) 14-06.jpg |
| Daedongyeojido (Gyujanggak) 15-05.jpg |

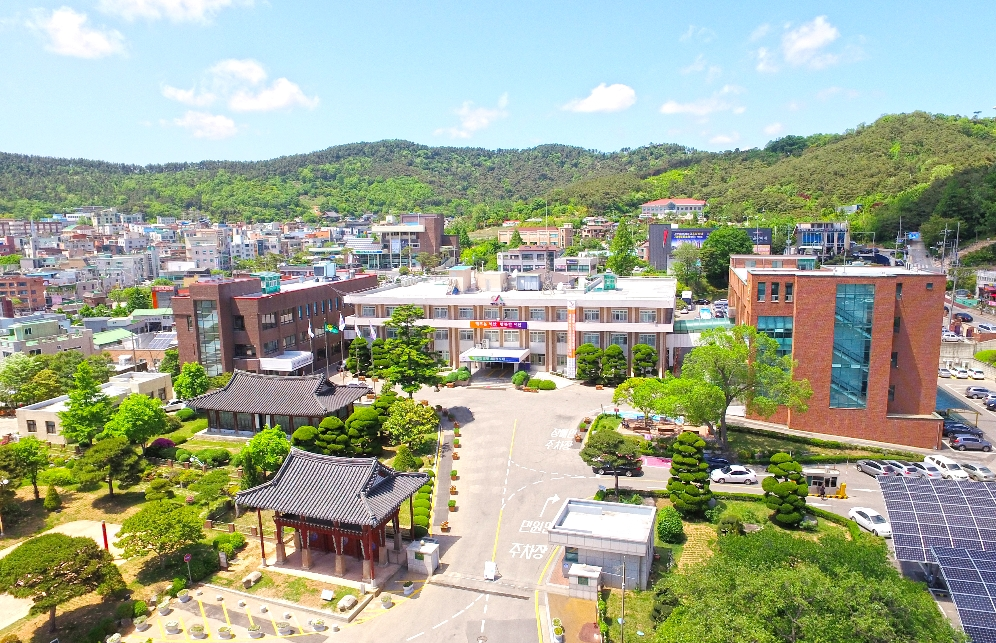
서산시청 전경. 시청 앞에는 서산 관아문 및 외동헌이 남아 있다.

서산시는 선사 시대부터 중요한 곳에 위치해 해미 휴암리, 대산읍 대로리 등에서 사람들이 살았던 유적들이 발견되고있다. 이후 신석기, 청동기 시대에도 사람들이 많이 살았으며, 청동기 시대에는 마한의 속국 중 하나로 속해 치리국국(致利鞠國)이라 불렸다. 삼국시대에 와서는 백제에 속해 중국과 일본, 동남아와의 해상요충지로 백제가 아시아 여러 지역을 실질적으로 지배하던 때의 해상요충지였다. 특히 행정상으로는 기군(基郡)이였으며 새로운 문화가 제일 먼저 형성돼 마애삼존불상, 보원사지 등 불교문화를 이끌었다.
신라 때에는 부성군(富城郡)으로 고치고 고려 인종 21년(1143)에는 현령(縣令)을 두었다가 충렬왕 10년(1284) 서산군으로 승격, 지군사(知郡事)를 두었고 이어 충렬왕 34년(1308) 서주목(瑞州牧)로 승격하였다. 충선왕 2년(1310) 서령부(瑞寧部)로, 후에 또 지서주사(知瑞州事)로 격하했고, 조선 태종 13년(1413) 서산군으로 되었으며 홍주목에 속해 있었다.
- 1895년 6월 23일(음력 윤5월 1일) 홍주부 서산군, 태안군, 해미군[3]
- 1896년 8월 4일 충청남도 서산군, 태안군, 해미군[4]
- 1914년 4월 1일 서산군, 태안군, 해미군을 서산군으로 통폐합하였다.[5] (18면)
- 1917년 10월 1일 서령면(瑞寧面)을 서산면으로, 지성면(枳城面)을 해미면으로 개칭하였다.[6]
- 1942년 10월 1일 서산면을 서산읍으로 승격하였다.[7] (1읍 19면)
- 1957년 11월 6일 대호지면, 정미면을 당진군에 편입하였다.[8] (1읍 17면)
- 1973년 7월 1일 태안면을 태안읍으로 승격하였다.[9]
- 1980년 12월 1일 안면면을 안면읍으로 승격하였다.[10] (3읍 15면)
- 1983년 2월 15일 보령군 오천면 삽시도리 중 내파수도·외파수도·외도를 안면읍에 편입하고, 서산군 고북면 대사리를 홍성군 갈산면에 편입하였다.[11]
- 1986년 고남출장소를 고남면으로 승격하였다. (3읍 16면)
- 1987년 1월 1일 이북면을 이원면으로 개칭하였다.
- 1989년 1월 1일 서산읍 일원을 관할로 서산시를, 태안읍·안면읍·고남면·남면·근흥면·소원면·원북면·이원면 일원을 관할로 태안군을 각각 분리, 설치하였다.[12] (10면)
- 1991년 12월 1일 대산면을 대산읍으로 승격하였다. (1읍 9면)
- 1995년 1월 1일 서산시 일원과 서산군 일원을 관할로 도농복합형태의 서산시를 설치하였다.[13]
- 2011년 7월 4일 대산읍 독곳리를 독곶리로 개칭하였다.[14]

## 지리

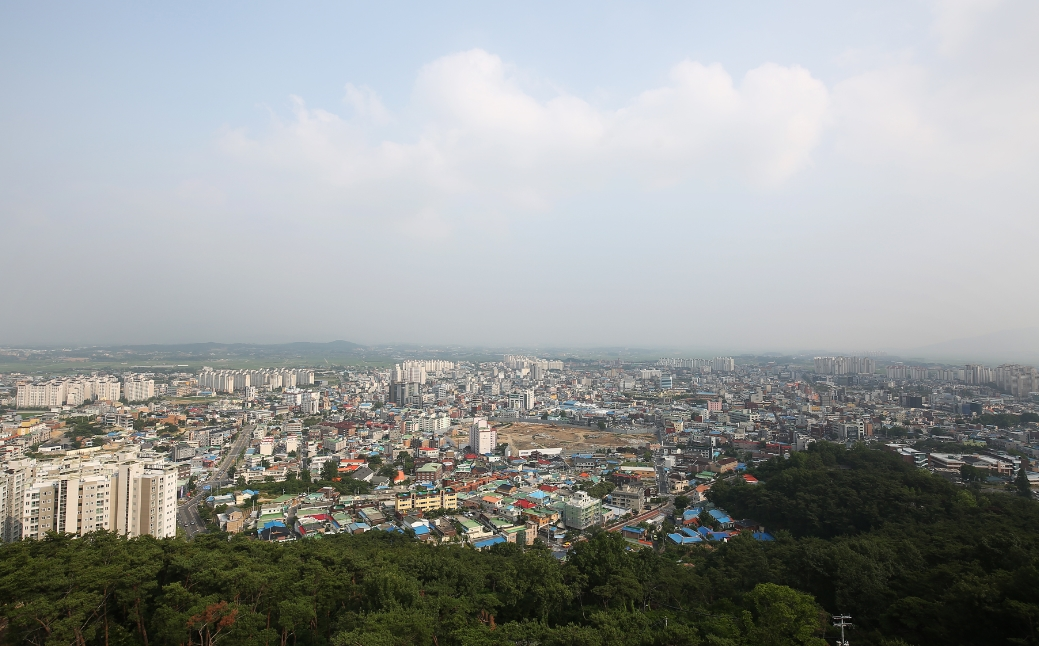
서산시 전경

충청남도 서북부 태안반도의 동쪽에 위치하며 동쪽은 당진시, 예산군, 서쪽은 태안군, 남쪽은 홍성군, 북쪽은 황해와 접한다. 지질은 대개 결정편암계 지질로 되어 있다. 광주산맥이 일단 침강하였다가 다시 융기하여 생긴 가야산·팔봉산 등 낮은 구릉성 산지가 남북으로 배열된 나뭇가지 모양의 반도로서, 동쪽 가야산맥(주봉 678ｍ)이 예산, 홍성과 경계를 이룸으로써 반도는 거의 완전히 내륙부와 차단되어 있다. 해안은 모식적인 리아스식 해안을 이루고 있다.

### 지형과 지질
서산시는 동경 126°4′- 126°7′, 북위 36.5°- 37°에 걸쳐 있으며 서울로부터 남쪽으로 164.5km, 대전으로부터 서북쪽으로 142.4km 떨어져 위치하여 있다. 국도 제29호선과 국도 제32호선이 교차하는 교통의 요충지이다. 동쪽으로 홍성(광천읍.장곡면 일대 최고봉791m), 서산.예산의 최고봉인 가야산(678m)이 자리잡고 있고 서쪽으로는 태안반도를 거쳐 황해로 이어지는 낮은 구릉지대가 펼쳐져 있다. 해발 100m 이사의 평야와 구릉이 전체 면적의 60%를 차지한다. 북쪽으로는 가로림만이 자리하고 있으며, 남쪽으로는 간월호와 부남호가 접해있다.
서산시의 지질은 경기육괴의 옥천대에 속하며 선캄브리아기에 형성된 오랜 기반암 위로 고생대, 중생대 등의 다양한 지질 시대 암반이 놓여 있다. 선캄브리아기의 변성암류는 시생대 서산층군과 고원생대의 경기변성복합체로 구분되며 최근 서산층군 일부는 고생대에 형성된 것으로 조사되었다. 서산층군의 지질시대는 이 층군 중에서 편암류를 관입한 화강편마암의 절대연령치가 약 2,300만년으로 추정되어 그 보다 오랜 시기인 상부 시생대에서 최하부 원생대로 유추할 수 있다. 서산시의 지형은 대표적인 노령기 지형으로 매우 오래된 지층이 오랫 동안 풍화를 거듭하여 형성된 것이다.
완만한 구릉으로 이루어진 노령기 지형으로 하천은 S자형 자유 유계를 보인다. 하천의 느린 유속으로 하상이 발달하여 넓은 충적평야를 이루었다. 뚜렷이 발달한 독립 수계로는 삽교천이 유일하며, 수자원 이용을 위해 삽교천의 물을 막아 만든 삽교호와 간월호, 부남호 등의 인공 호수가 이용되고 있다.

### 기후
서산시는 해안에 위치하여 바다의 영향을 받는 해양성 기후를 보인다. 연평균기온은 12.1℃로 내륙인 대전보다 조금 낮고, 가장 높은 기온을 보이는 8월의 월평균기온은 25.3℃, 가장 낮은 기온을 보이는 1월의 월평균기온은 -1.6℃이다. 연평균강수량은 1,253.9mm로 중부지방 연평균 강수량과 비슷하지만 내륙지방인 대전보다는 적고 여름철 강수량은 707.7mm로 연평균 강수량의 55%이다. 연평균풍속은 2.4m/s로 내륙지방보다 다소 강한편이다.
서산의 상대습도, 일조수, 증발량 등은 해안지방이 내륙지방보다 높기 때문에 염전이 발달하였다. 하지만 겨울철에는 북서계절풍이 탁월하며, 이는 해안가의 사빈과 사구를 형성하고 눈을 몰아오기도 한다.
| 서산기상관측소 (서산시 수석동, 해발 25.25m)의 기후      | 서산기상관측소 (서산시 수석동, 해발 25.25m)의 기후 | 서산기상관측소 (서산시 수석동, 해발 25.25m)의 기후 | 서산기상관측소 (서산시 수석동, 해발 25.25m)의 기후 | 서산기상관측소 (서산시 수석동, 해발 25.25m)의 기후 | 서산기상관측소 (서산시 수석동, 해발 25.25m)의 기후 | 서산기상관측소 (서산시 수석동, 해발 25.25m)의 기후 | 서산기상관측소 (서산시 수석동, 해발 25.25m)의 기후 | 서산기상관측소 (서산시 수석동, 해발 25.25m)의 기후 | 서산기상관측소 (서산시 수석동, 해발 25.25m)의 기후 | 서산기상관측소 (서산시 수석동, 해발 25.25m)의 기후 | 서산기상관측소 (서산시 수석동, 해발 25.25m)의 기후 | 서산기상관측소 (서산시 수석동, 해발 25.25m)의 기후 | 서산기상관측소 (서산시 수석동, 해발 25.25m)의 기후 |
| 월                                                      | 1월                                                | 2월                                                | 3월                                                | 4월                                                | 5월                                                | 6월                                                | 7월                                                | 8월                                                | 9월                                                | 10월                                               | 11월                                               | 12월                                               | 연간                                               |
| ------------------------------------------------------- | -------------------------------------------------- | -------------------------------------------------- | -------------------------------------------------- | -------------------------------------------------- | -------------------------------------------------- | -------------------------------------------------- | -------------------------------------------------- | -------------------------------------------------- | -------------------------------------------------- | -------------------------------------------------- | -------------------------------------------------- | -------------------------------------------------- | -------------------------------------------------- |
| 역대 최고 기온 °C (°F)                                  | 17.7 (63.9)                                        | 19.3 (66.7)                                        | 23.4 (74.1)                                        | 29.8 (85.6)                                        | 31.4 (88.5)                                        | 35.2 (95.4)                                        | 37.3 (99.1)                                        | 37.1 (98.8)                                        | 34.4 (93.9)                                        | 30.7 (87.3)                                        | 25.4 (77.7)                                        | 18.9 (66.0)                                        | 37.3 (99.1)                                        |
| 일평균 최고 기온 °C (°F)                                | 3.3 (37.9)                                         | 5.6 (42.1)                                         | 10.8 (51.4)                                        | 17.3 (63.1)                                        | 22.5 (72.5)                                        | 26.4 (79.5)                                        | 28.5 (83.3)                                        | 29.7 (85.5)                                        | 26.1 (79.0)                                        | 20.5 (68.9)                                        | 13.0 (55.4)                                        | 5.7 (42.3)                                         | 17.5 (63.5)                                        |
| 일일 평균 기온 °C (°F)                                  | −1.6 (29.1)                                        | 0.1 (32.2)                                         | 4.9 (40.8)                                         | 10.9 (51.6)                                        | 16.6 (61.9)                                        | 21.3 (70.3)                                        | 24.5 (76.1)                                        | 25.3 (77.5)                                        | 20.7 (69.3)                                        | 14.1 (57.4)                                        | 7.4 (45.3)                                         | 0.8 (33.4)                                         | 12.1 (53.8)                                        |
| 일평균 최저 기온 °C (°F)                                | −6.2 (20.8)                                        | −4.9 (23.2)                                        | −0.7 (30.7)                                        | 5.0 (41.0)                                         | 11.4 (52.5)                                        | 17.0 (62.6)                                        | 21.5 (70.7)                                        | 21.7 (71.1)                                        | 16.1 (61.0)                                        | 8.6 (47.5)                                         | 2.2 (36.0)                                         | −3.7 (25.3)                                        | 7.3 (45.1)                                         |
| 역대 최저 기온 °C (°F)                                  | −19.7 (−3.5)                                       | −17.1 (1.2)                                        | −9.8 (14.4)                                        | −4.7 (23.5)                                        | 2.1 (35.8)                                         | 8.0 (46.4)                                         | 13.7 (56.7)                                        | 13.7 (56.7)                                        | 4.1 (39.4)                                         | −1.9 (28.6)                                        | −8.2 (17.2)                                        | −15.9 (3.4)                                        | −19.7 (−3.5)                                       |
| 평균 강수량 mm (인치)                                   | 23.5 (0.93)                                        | 31.1 (1.22)                                        | 41.5 (1.63)                                        | 74.7 (2.94)                                        | 101.1 (3.98)                                       | 138.2 (5.44)                                       | 274.6 (10.81)                                      | 283.5 (11.16)                                      | 144.4 (5.69)                                       | 53.0 (2.09)                                        | 54.1 (2.13)                                        | 34.2 (1.35)                                        | 1,253.9 (49.37)                                    |
| 평균 강수일수 (≥ 0.1 mm)                                | 8.6                                                | 6.6                                                | 6.6                                                | 7.8                                                | 8.0                                                | 9.3                                                | 14.8                                               | 13.8                                               | 8.1                                                | 6.3                                                | 9.7                                                | 11.5                                               | 111.1                                              |
| 평균 상대 습도 (%)                                      | 70.7                                               | 68.2                                               | 67.5                                               | 67.4                                               | 71.5                                               | 76.5                                               | 84.2                                               | 82.4                                               | 78.1                                               | 74.1                                               | 73.4                                               | 72.0                                               | 73.8                                               |
| 평균 월간 일조시간                                      | 157.2                                              | 173.5                                              | 208.1                                              | 219.5                                              | 238.8                                              | 195.4                                              | 146.7                                              | 183.1                                              | 190.8                                              | 208.1                                              | 155.7                                              | 147.9                                              | 2,224.8                                            |
| 출처: 기상청 (평년값: 1991년~2020년, 극값: 1968년~현재) |                                                    |                                                    |                                                    |                                                    |                                                    |                                                    |                                                    |                                                    |                                                    |                                                    |                                                    |                                                    |                                                    |

## 생태계

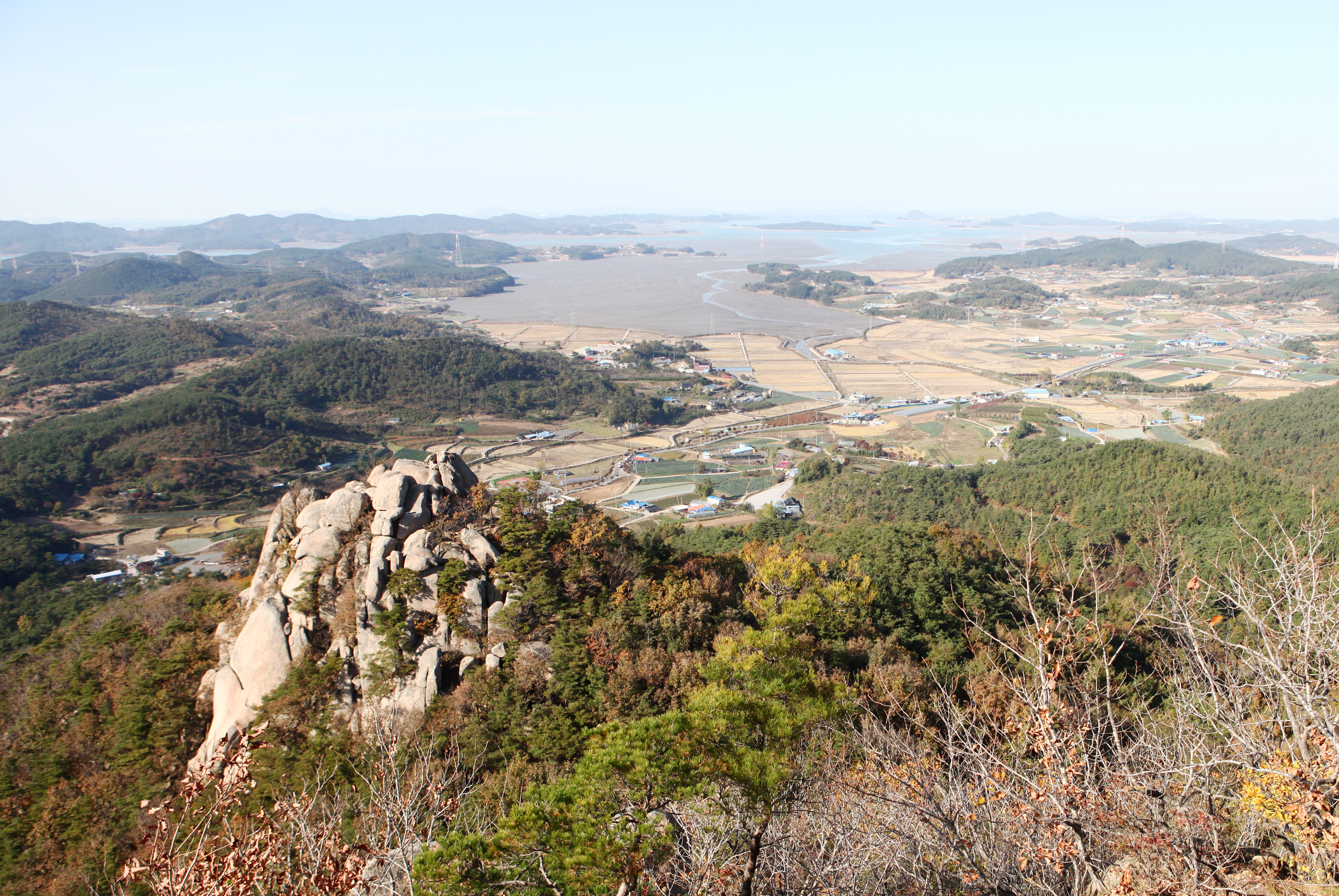
팔봉산

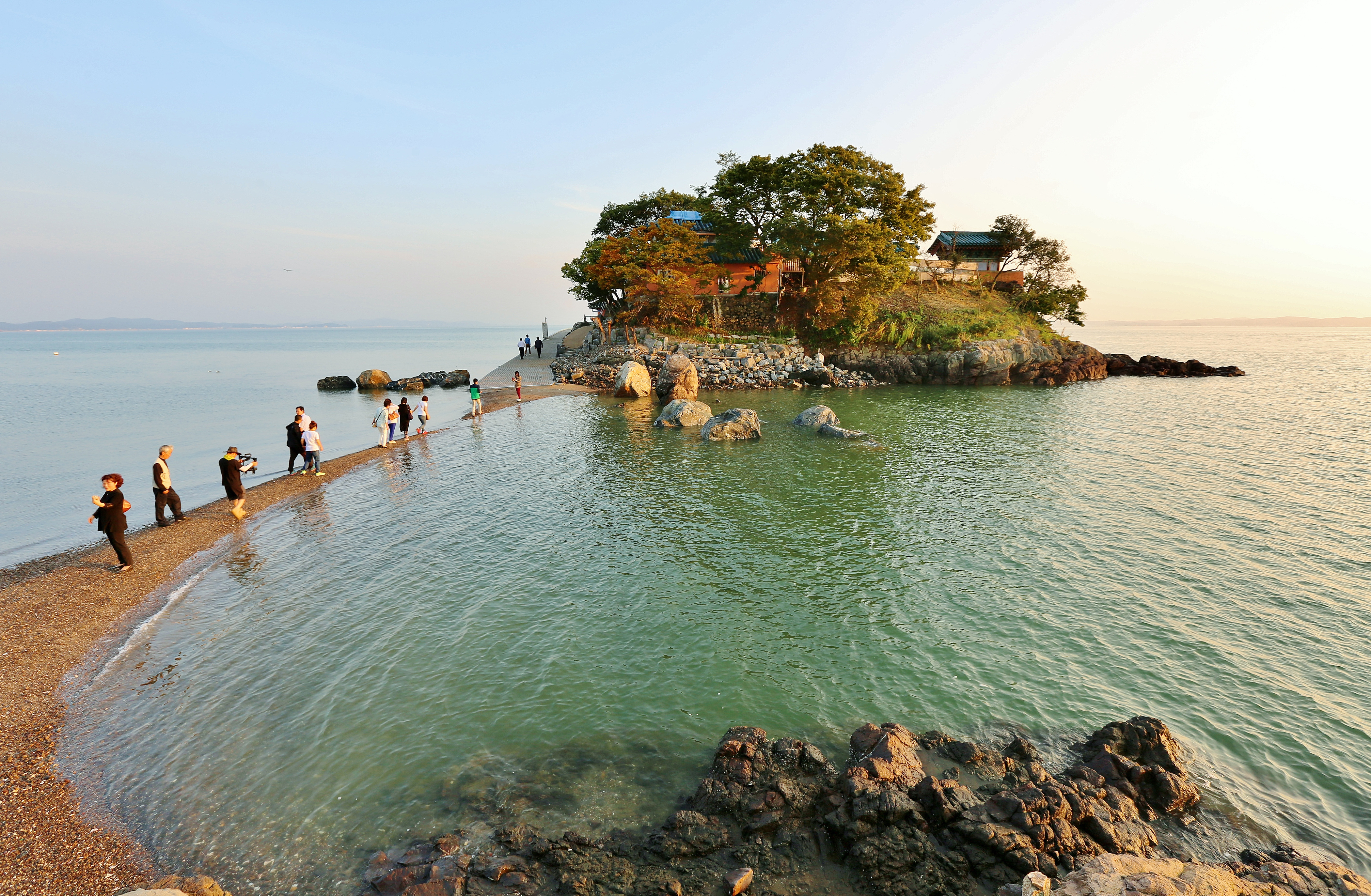
간월암

### 식생
서산시는 중부이남에 자리잡은 해안에 면한 평야지대로 식물구 분류로는 한반도 중부아구에 속하며 군계 분류로는 냉온대 중부에 해당한다. 대나무, 감탕나무, 굴거리나무 등의 북방 한계선이다. 오랜 시기에 걸쳐 경작과 땔감 채취등이 이루어져 자연림이 남아 있는 경우는 별로 없다. 전체 숲 면적 가운데 28%는 조림지이고 솎아베기나 화재 등으로 훼손된 뒤 자연적으로 재생된 숲인 2차림은 7% 정도로 팔봉산 지역이 그나마 양호하다. 우점종은 곰솔 등 소나무속의 침엽수인데 해풍의 영향으로 활엽수의 생장이 어렵기 때문이다. 곰솔 군락은 다른 나무들에 비해 생장이 양호하고 상수리나무, 굴참나무, 굴피나무 등의 활엽수와 함께 숲을 이룬다. 마을 인근에는 리기다소나무와 같은 소나무 숲이 조림되어 있다. 마을에서 관리하고 있는 조림지에는 이 외에도 물오리나무, 일본잎갈나무, 아까시나무, 은사시나무와 같은 군락이 있다.
서산시는 100여 그루의 나무를 보호수로 지정하여 관리하고 있다.

### 동물
서산시에 서식하는 양서류는 2목 4과 7종으로 도롱뇽, 두꺼비, 청개구리, 한국산개구리, 북방산개구리, 참개구리, 황소개구리이다. 한국산개구리는 서산시 전 지역에서 관찰되며, 황소개구리는 외래종으로 생태계를 교란하는 생태교란종이기도 하다. 파충류는 1목 3과 5종으로 아무르장지뱀, 무자치, 누룩뱀, 유혈목이, 쇠살모사가 있다. 2012년 해미면에서 황구렁이가 발견된 적이 있다.
서산에는 총 13종의 포유류가 살고 있는데 고라니, 고양이, 너구리, 다람쥐, 두더지, 등줄쥐, 멧돼지, 삵, 수달, 염소, 족제비, 집쥐, 청솔모이다. 수달은 멸종위기 1급, 삵은 멸종뒤기 2급의 동물이다.
서산시에서 발견되는 조류는 아종을 구분하여 총 73종으로 멸종위기 2급의 큰기러기, 새호리기를 비롯하여, 검은등뻐꾸기, 꾀꼬리, 되지빠귀, 말똥가리, 물총새, 벙어리뻐꾸기, 뻐꾸기, 오색딱다구리, 청딱다구리, 원앙, 파랑새, 황조롱이와 같은 보호종이 관찰되었다. 서산시의 부남호와 간월호가 잇닿아 있는 천수만은 대표적인 철새 도래지 가운데 하나이다.
서산 일대에서 발견되는 육상 곤충은 총 12목 79과 291종이고 이 가운데 24과 124종이 나비목으로 가장 많은 종류를 보인다. 한반도 고유생물종은 2종으로 팔공산밑들이메뚜기와 십자애밤바구미가 있다.

## 행정 구역
서산시의 행정 구역은 1읍 9면, 5개의 법정동으로 구성되어 있다. 서산시의 면적은 741.28km2 이며, 인구는 2020년 8월 31일 기준으로 78,448세대, 179,448명이다. 시내 동 지역에 95,586명, 읍면 지역에는 83,852명이 거주하고 있다. 서산시의 인구는 단독으로 국회의원 선거구를 구성할 수 있는 규모이지만, 이웃하는 태안군이 단독선거구를 구성할 수 없어서 태안군과 선거구를 공유하고 있다.

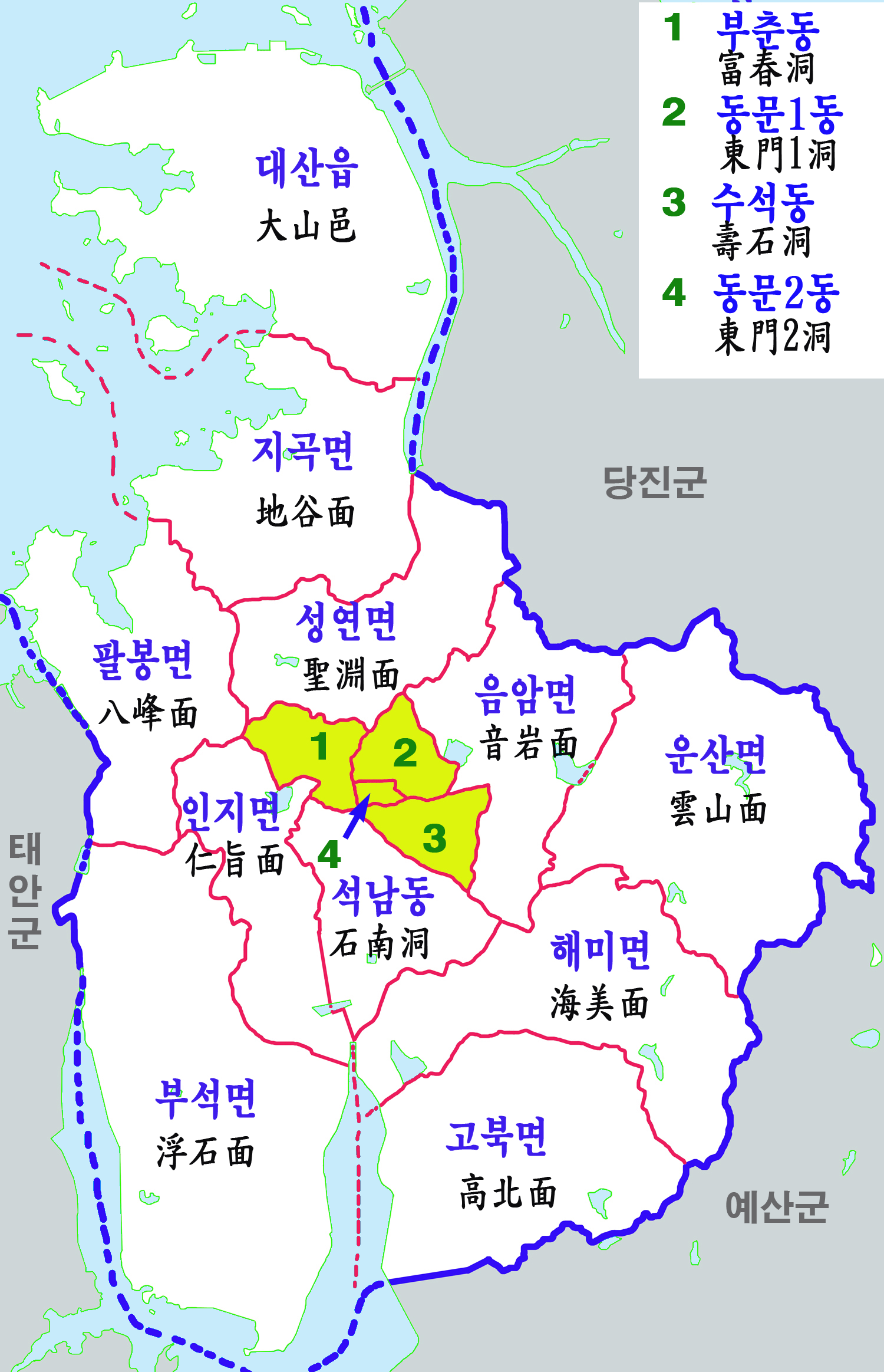
서산시 행정지도

| 읍면동  | 한자    | 면적   | 세대   | 인구    |
| ------- | ------- | ------ | ------ | ------- |
| 대산읍  | 大山邑  | 105.67 | 6,975  | 13,865  |
| 인지면  | 仁旨面  | 35.47  | 3,341  | 7,402   |
| 부석면  | 浮石面  | 123.94 | 2,802  | 5,384   |
| 팔봉면  | 八峰面  | 51.34  | 1,797  | 3,363   |
| 지곡면  | 地谷面  | 57.90  | 3,924  | 8,125   |
| 성연면  | 聖淵面  | 43.93  | 5,952  | 14,875  |
| 음암면  | 音岩面  | 43.94  | 4,389  | 9,531   |
| 운산면  | 雲山面  | 82.65  | 2,697  | 5,155   |
| 해미면  | 海美面  | 68.24  | 3,931  | 7,457   |
| 고북면  | 高北面  | 71.75  | 2,945  | 6,437   |
| 부춘동  | 富春洞  | 9.43   | 8,781  | 19,565  |
| 동문1동 | 東門1洞 | 7.39   | 7,785  | 19,187  |
| 동문2동 | 東門2洞 | 1.37   | 4,396  | 9,024   |
| 수석동  | 壽石洞  | 6.04   | 7,190  | 16,333  |
| 석남동  | 石南洞  | 37.82  | 11,705 | 29,569  |
| 서산시  | 瑞山市  | 741.21 | 78,448 | 175,275 |

## 시청
- 현재 서산시청은 충청남도 서산시 부춘동에 위치하고 있다.

## 서산시 상징물

### 상징물
- 가창오리와 장다리물떼새

아름다운 군무를 만들어 내는 가창오리는 ‘서산시민의 화합과 단결’을 상징하며, 장다리물떼새와 함께 ‘청정·친환경 서산’을 상징한다. 또한 겨울철과 여름철에 번갈아 서산을 찾는 대표 적인 철새로 ‘동북아 물류중심도시’를 지향하는 서산시의 미래상을 담고 있다.
- 소나무

소나무는 건조하고 지력이 낮은 곳에서 견디는 힘이 강하고 추위에도 강하여 변함없이 씩씩한 시민의 기상을 나타낸다.
- 국화

국화는 동양에서 재배하는 관상식물 중 역사가 가장 오래된 꽃으로 사군자의 하나로 귀히 여겨왔다. 서산 시민의 인정 어린 순수함을 상징한다.

### 문장(마크)

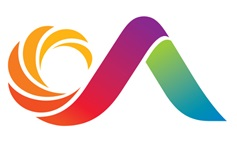
서산의 문장

#### 형상의 의미
- 떠오르는 태양, 청정 바다와 산 등 육해공을 형상화하여 서산의 역동적이고 밝은 미래를 담은 브랜드마크이다.
- 서산의 ‘ㅅ’과 사람 인(人)을 동시에 나타내는 이미지는 시민이 행복한 시민 중심 서산을 표현했다.
- 떠오르는 태양의 모습을 전진하는 파도 이미지로 형상화하여 뱃길을 열고 서해안의 물류허브로 성장하는 서산을 표현했다.
- 상승 기호(∧)를 통해 첨단 산업도시로 발전하여 해가 뜨는 도시 서산을 표현했다.
- 7가지 유닛으로 이루어진 조형은 행운이 함께하는 상서로운 도시 서산을 의미한다.
- 중앙의 영문 알파벳 ‘S’는 세계로 뻗어나가는 글로벌 Seosan을 의미한다.
- 영문으로 읽히는 「CA : Creative & Active」는 창조적인 생각을 행동으로 실천해 나가는 역동적인 서산을 의미한다.

#### 색상의 의미
- Red는 도전적이고 진취적인 서산을, Violet은 첨단 산업을, Green & Blue는 풍요로운 자연환경을 상징한다.
- 전체적으로 그라데이션으로 표현된 8가지 색상은 팔색조처럼 무궁무진하게 변화하며 지속 성장하는 서산을 의미한다.

### 캐릭터
- 시조 캐릭터 『우리와 두리』

우리와 두리는 시새인 가창오리와 장다리물떼새를 각각 남녀로 의인화하여 제작하였다. 가창오리와 장다리물떼새는 서산시에 도래하는 대표적인 겨울철새와 여름철새이다. 세계적인 철새도래지로서 청정·친환경 서산을 나타내며, 번갈아 오가는 두 종의 철새가 동북아 물류중심도시인 서산시를 상징한다.
- 브랜드 캐릭터 『해누리와 해나리』

‘해뜨는 서산’의 CI 모티프를 연계한 캐릭터로, 미래를 비추는 태양과 역동적인 바다 물결을 캐릭터의 머리로 형상화하여 밝고 활기 찬 이미지를 가진 서산의 이미지를 상징한다. 활짝 펼친 손과 환하게 웃는 모습을 통해 귀엽고 친근한 이미지를 강조하여 시민에게 따뜻하게 다가가는 열린 서산을 표현하였다.해뜨는 서산의 캐릭터 명칭은 밝게 떠오르는 해를 시민이 누리고 서산의 행복과 희망을 시민과 함께 나누는 의미를 담아 해누리와 해나리로 명명하였다.

## 산업
서산시의 2012년 지역내 총생산은 51조 5,396억원으로 충청남도 지역내 총생산의 17.6%를 차지하고 있다. 이중 농림어업(1차산업)은 6,158억원으로 1.2%의 비중을 차지하고 광업 및 제조업(2차산업)은 45조 2,012억원으로 87.7%의 비중으로 차지한다. 상업 및 서비스업(3차산업)은 5조 7,226억원으로 11.1%의 비중을 차지한다. 3차산업 부문에서는 특히 건설업(3.17%)과 운수업(1.92%), 전기, 가스, 증기 및 수도사업(0.88%)과 도소매업(0.82%)이 큰 비중을 차지하고 있다.

### 산업별 종사자 현황
2014년 서산시 산업의 총 종사자 수는 59,675명으로 충청남도 총 종사자 수의 7.3%를 차지하고 있다. 이중 농림어업(1차 산업)은 260명으로 0.4%의 비중을 차지하고 비중이 낮다. 광업 및 제조업(2차 산업)은 17,977명으로 30.1%의 비중으로 차지하고 상업 및 서비스업(3차 산업)은 41,365명으로 69.3%의 비중을 차지한다. 2차 산업은 충청남도 전체의 비중(32.8%)보다 낮고 3차 산업은 충청남도 전체 비중(66.7%)보다 높다. 3차 산업 부문에서는 문화 및 기타서비스업(6.7%), 도소매업(13%)과 숙박 및 음식업(11.1%), 교육서비스업(7%), 보건업 및 사회복지 서비스업(6.3%)이 큰 비중을 차지하고 있다.

### 농업
주로 논농사를 짓는다. 콩, 쌀, 참깨, 감자, 생강 등이 재배되고 특히 마늘이 많이 생산된다. 축산으로는 한우, 돼지, 육계, 산란계가 많이 사육된다.

### 축산업

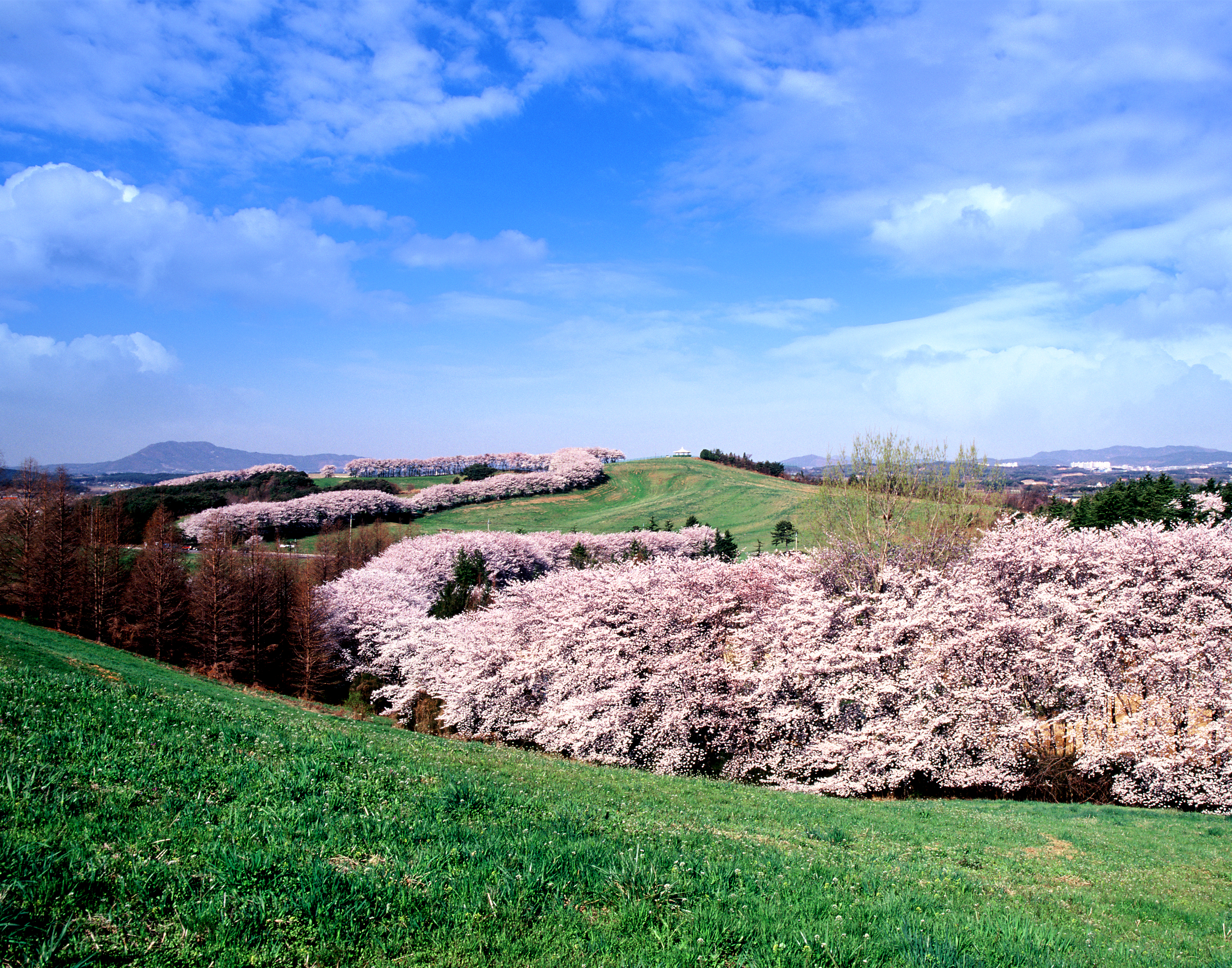
서산 한우 목장

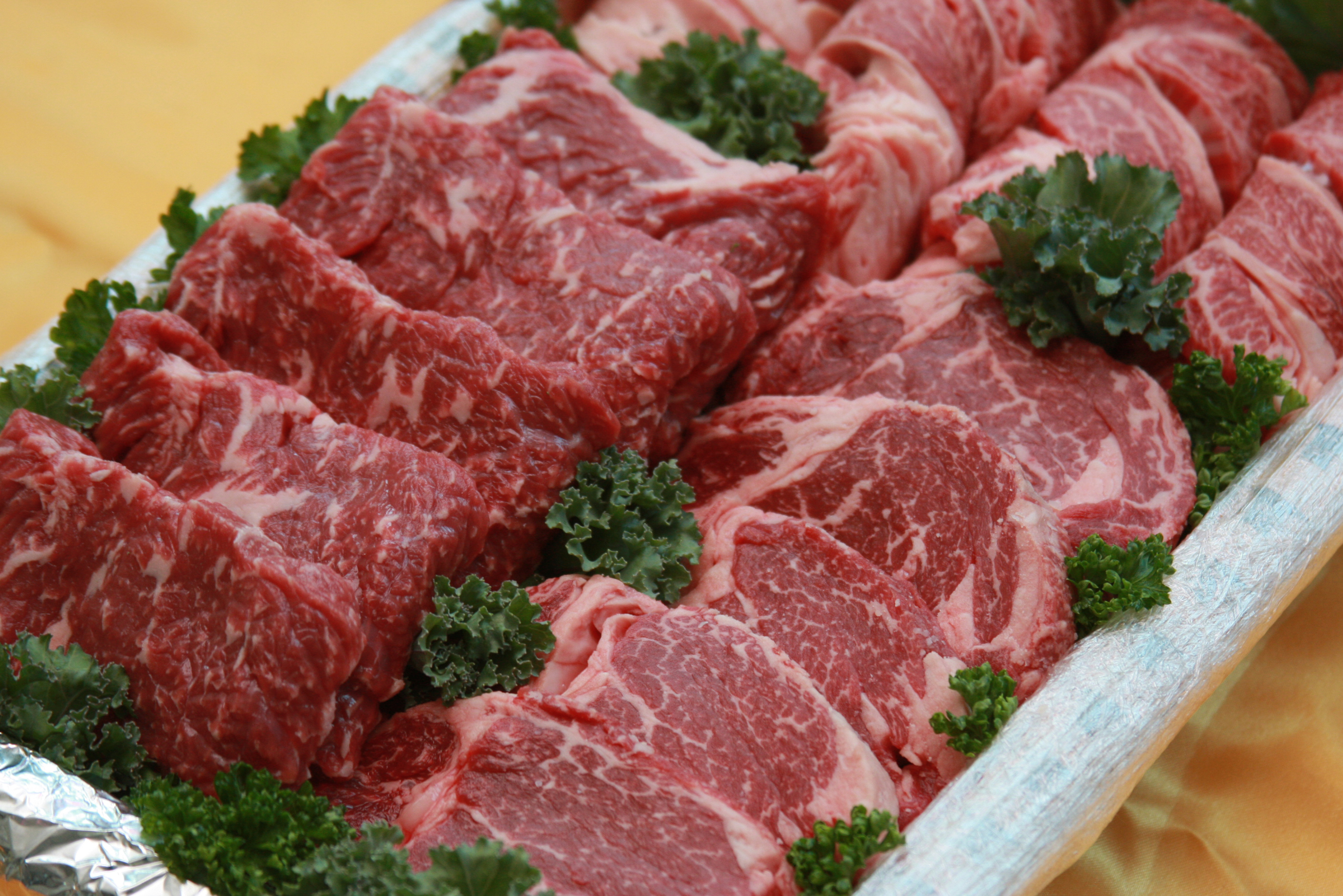
서산의 한우

서산시 축산업 주요 축종은 한우, 젖소, 돼지, 닭(육계, 산란계)으로 소규모 복합영농에서 규모화•전업화로 변화하고 있다. 서산시는 한우개량사업소, 현대서산농장, 가축경매시장, 도축장, 도계장, 집유장, 간척지(조사료 생산지)등 축산 인프라가 구축되어 있다.
서산시 축산물 브랜드로는 서산우리한우, 서산뜨레한돈, 자미원서산벌꿀이 있다.
- 한우개량사업소

서산은 낮은 구릉지가 대부분이고 해안과 접하여 기후가 여름은 서늘하고 겨울은 온난하여 목축업 발달에 비교적 유리한 여건을 갖추고 있는 지역이다. 이러한 조건 때문에 서산 지방에는 조선 시대에도 나라에서 관할하는 목장이 있었다. 대산, 흥주, 면천, 태안의 목장이었는데, 그 중 대산목장이 가장 컸다.
대표적인 목장으로는 1969년 거대한 산지를 개발하여 산악 축산의 요람으로 성장한 ‘농협경제지주 개량사업본부 한우개량부’를 들 수 있는데, 원래 이름인 ‘삼화목장’으로 더 잘 알려져 있다. 충청남도 서산시 운산면 원벌리에 위치한 농협경제지주 한우개량사업소에서는 7km2의 초지에 3,000여 두의 한우가 방목되고 있다.
- 가축경매시장

서산시 음암면 상홍리에 위치한 전자경매시장으로, 2015년 9월 개장하였다. 매월 1회 둘째주 목요일에 진행되며 평균 100두가 경매에 참여한다. 가축경매시장은 대지 6,944m²(2,100평), 건물1,736m²(525평)규모로 계류대(282두), 경매석(48석), 응찰기(45개), 우형기(2대)로 구성되어 있다.
- 서산우리한우

서산시는 2009년 4월 서산우리한우 명품 추진 협의회 개최를 시작으로 10월에는 서산우리한우 브랜드 개발 사업 설명회를 열었다. 이곳에서 452호 농가들이 브랜드 사업에 참여할 뜻을 밝혔다. 2010년 1월 서산시와 한우개량사업소 간 업무 협약식을 체결하였고, 3월에 서산우리한우사업단이 출범하였다. 같은 해 5월에는 서산우리한우 브랜드 개발이 완료되어 12월 서산우리한우프라자 1호점을 개설하였다.
- 서산뜨레한돈

2015년 7월 서산뜨레한돈사업단 출범식을 시작으로 서산뜨레한돈 브랜드를 개발하였다.서산뜨레한돈은 관내 도축장 및 가공장을 이용, 지역 농·축협에 납품하는 시스템으로1등급 이상 고급육만을 브랜드육으로 판매하고 있으며 연간 8,000두가 판매되고 있다.
- 자미원 서산벌꿀

2015년 8월에 ‹자미원 서산벌꿀›브랜드 개발 특허청 상표등록을 하였다. 서산시 양봉 사육농가는 153여농가로 연간 생산량은 128톤 정도다. 자미원의 어원은 하나밖에 없다는 최고의 명당을 뜻한다.

### 수산업

#### 수산업 현황
서산시는 북측 및 남측경계 일부가 바다에 접하고 있으며, 해안선의 길이가 148.99km에 달하고 북쪽 해안선은 리아스식이며,
갯벌면적이 67.2km2 에 달하여 간척자원이 매우 풍부하고, 조수간만의 차가 크다.
연안에는 굴, 바지락, 가무락 등의 양식이 성행하고 있으며, 소형어선을 이용한 조피볼락, 낙지, 넙치, 꽃게 등의 어획이 많다. 4개 읍•면이 연안을 접하고 있고, 1개의 지구별 수산업협동조합과 20개 어촌계가 있다.
- 어선어업 등 어업허가(신고)

서산시에 2017년 기준으로 등록된 어선은 502척이며, 톤수로는 1,211톤이다. 주로 10톤 미만의 소형어선으로 주꾸미, 붕장어 등을 어획하는 연안복합 어업허가가 211건, 조피볼락, 노래미, 꽃게 등을 어획하는 연안자망 어업허가 188건이 주를 이루고 있으며 총 474건의 어선어업 허가가 있다. 신고어업은 4,959건으로 낙지, 바지락 등을 어획하는 맨손어업 신고가 주를 이루고 있다.
- 양식어업

서산시는 북쪽의 가로림만, 남쪽의 천수만에 67.2km2의 갯벌과 조수간의만 차를 활용하여 간이수하식 양식시설을 주로하는 굴과 바지락 등의 패류양식어업이 발달했다. 그 밖에 가시파래, 조피볼락, 숭어 등 해면 어업면허 164건이 있으며, 축제식 양식장에 흰다리새우를 주 품종으로 하는 육상해수양식어업과 종자생산어업이 주를 이룬다.
- 염업

2017년 기준으로 서산시의 염전은 10개소이며, 면적은 81.94ha로 이중 대산읍에 9개소가 있고, 지곡면에 1개소가 있다. 연간 생산량은 2016년 기준 2,005톤이다.

#### 어항
서산시에는 해양수산부장관이 지정하는 국가어항인 삼길포항 1개소, 충청남도지사가 지정하는 지방어항인 간월도항, 구도항, 창리항 3개소, 서산시장이 지정하는 어촌정주어항 웅도항, 호리항, 도성항, 고파도항, 우도항 5개소, 총 9개소의 지정어항이 있다. 그 밖에 벌말항, 중왕항, 고창개항, 개목항, 분점도항, 왕산항 6개소의 비지정어항이 있다.
| 합계   | 지정어항 | 지정어항  | 지정어항              | 지정어항                          | 비지정어항                           |
| 합계   | 소계     | 국가어항  | 지방어항              | 어촌정주어항                      | 비지정어항                           |
| ------ | -------- | --------- | --------------------- | --------------------------------- | ------------------------------------ |
| 15개소 | 9개소    | 1(삼길포) | 3(간월도, 구도, 창리) | 5(우도, 호리, 고파도, 도성, 웅도) | 6(벌말,중왕,고창개,개목,분점도,왕산) |

### 항만

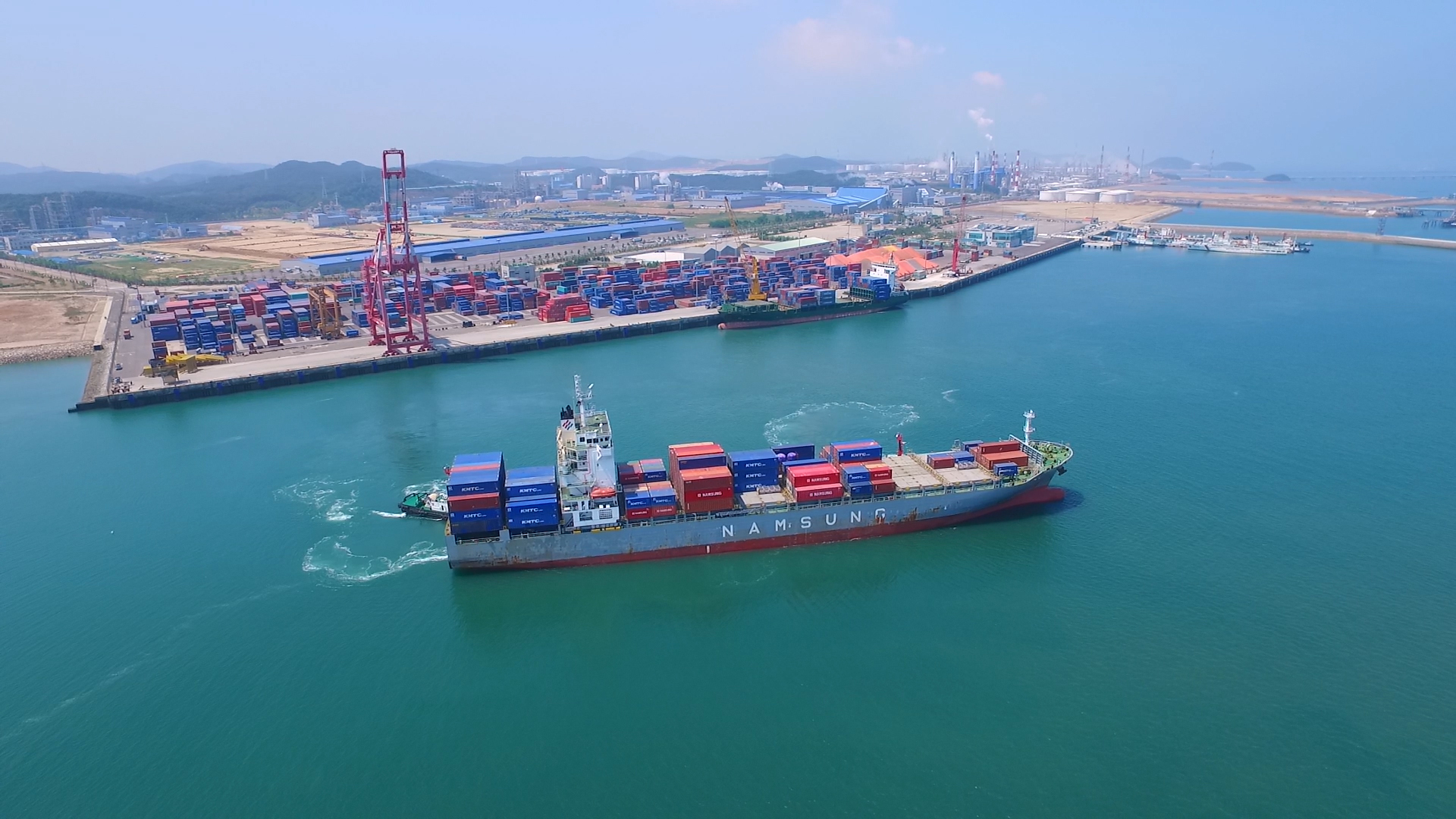
대산항

서산 대산항(大山港)은 대산읍 대죽리에 있는 무역항이다. 1991년 10월 14일 무역항으로 지정된 이래 현대오일뱅크(주), 한화토탈(주) 등 석유화학기업의 항만시설을 중심으로 운영되었으며, 2006년 12월 충청권 최초의 공용부두(2만DWT급 1선석)가 준공되고 이후 2011년 8월 국가부두 3선석(잡화 2선석, 컨테이너 1선석)이 추가 준공되었다. 현재 총 31선석(국가 4선석, 민간 27선석)이 운영되고 있으며, 중국 산둥성 웨이하이 시의 룽청 시와 정기 여객선을 운항할 예정인 대산항 국제여객터미널 건립으로 여객과 물류가 공존하는 항만으로 성장하였다.

### 공업

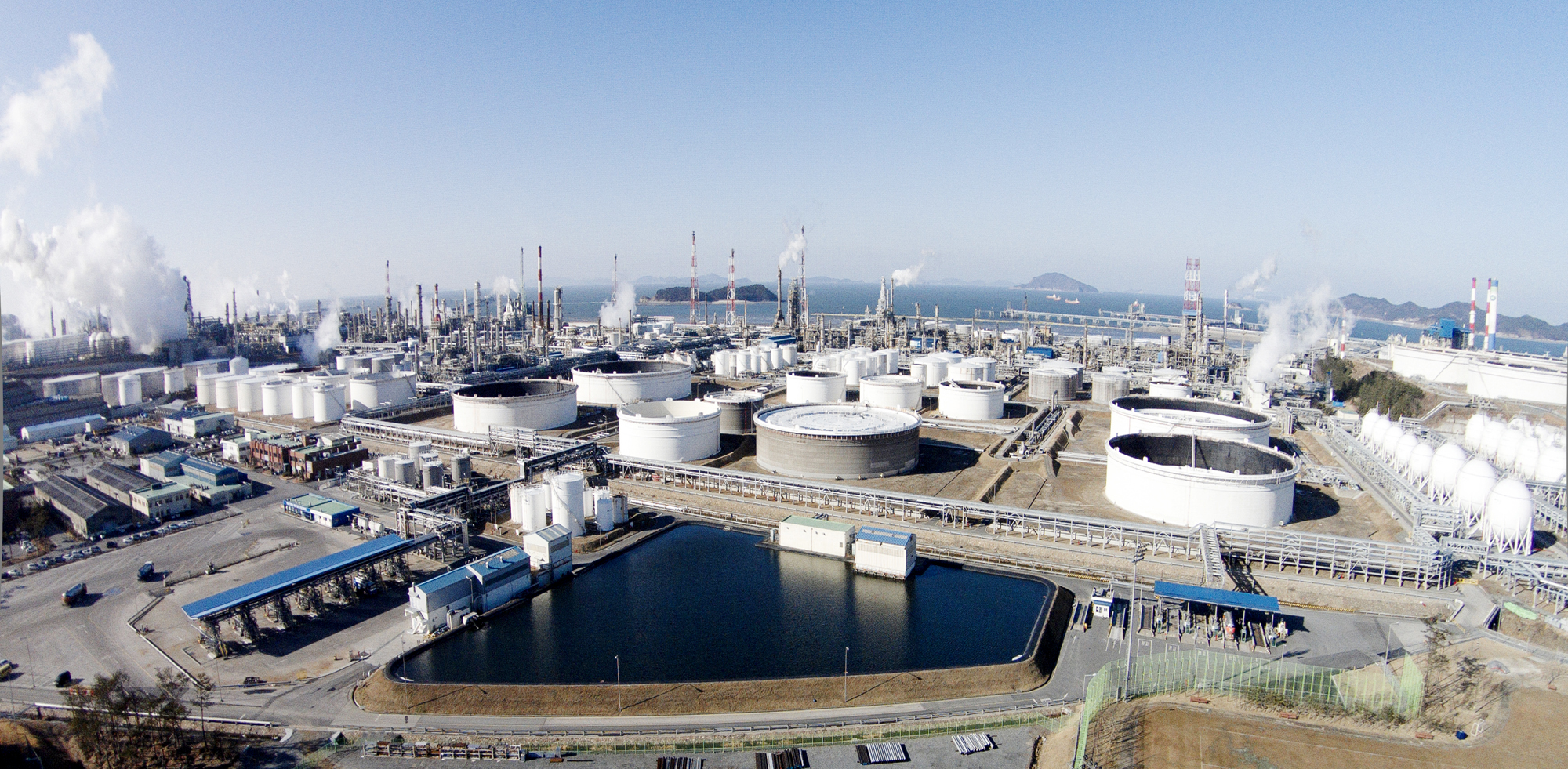
대산일반산업단지

서산시는 2017년 7월 현재 358개의 공장이 등록되어 있으며, 이들 공장에는 18,493명의 근로자가 근무하고 있다. 주요 산업단지로는 국가산업단지인 대죽자원비축산업단지가 있으며, 11개소의 지방산업단지와 4개소의 농공단지가 있다.
서산시의 공업적 특징으로는 대산읍 독곶리, 대죽리 일원에 조성된 석유화학단지를 들 수 있다. 대산 석유화학단지는 HD현대오일뱅크, 한화토탈에너지스, LG화학, 롯데케미칼, KCC, 코오롱인더스트리 등 50여개의 원유 정제 관련 업체가 입주하여 조성된 약 6,408,000m2의 개별입지공장지역으로 이곳에 입주한 주요 6대 기업의 연간 매출액이 2019년 기준 약 81조원에 달한다.
석유화학산업 외에도 현대트랜시스, 현대파텍스, 삼기오토모티브, 현대위아, SK온 등 자동차 관련 업종 기업이 다수 산업단지로 입주하면서 자동차 산업의 집적화를 이루고 있다.
- 국가산업단지

대죽자원비축산업단지
- 지방산업단지

서산오토밸리, 서산인더스밸리, 서산테크노밸리, 대산컴플렉스 일반산업단지, 대죽일반산업단지, 대산일반산업단지, 대산2 일반산업단지, 대산3 일반산업단지, 현대 대죽일반산업단지, 남부일반산업단지, 서산MPC대산전력
- 농공단지

서산고북농공단지, 서산성연농공단지, 서산수석농공단지, 서산명천농공단지
- 기타

서산바이오웰빙연구특구, 안산공원(상생산업단지)

### 상업

#### 대형마트
서산시에 소재한 대형마트는 롯데마트 서산점과 이마트 서산점 2개소가 진출하여 영업하고 있으며, 대형마트 외 지역기반의 SSM, 하나로마트 등이 지역주민에게 생필품과 공산품을 공급하는 유통기능을 수행하고 있다.

#### 전통시장
서산시에 전통시장으로 등록 및 인정된 전통시장은 동부전통시장, 대산종합시장, 해미종합시장, 해미시장 총 4곳이 있다.
- 동부전통시장

동부전통시장은 충청남도 서산시 동문동에 위치한 서산시 및 충청권의 대표 전통시장이다. 1954년 7월 18일 개설된 공설시장으로 250여개 점포와 노점으로 형성되어 있으며, 주요업종은 충남 서북부 지역의 관광중심지로 여름철 피서객들이 경유하는 지역이기 때문에 꽃게, 대하, 낙지, 어리굴젓 등 어시장이 가장 활성화되어 있으며, 야채, 의류(주단), 철물 등이 대표적이다.
- 대산종합시장

대산종합시장은 현대화사업의 일환으로 2000년 1월 13일 충청남도 서산시 대산읍 대산리 119번지로 이전하여 개설되었다. 상가형 시장으로 50여개 점포와 부대시설로 주차장이 있다. 주요업종은 의류, 잡화, 일반음식 등이 있다.
- 해미종합시장

해미종합시장은 상인들의 기부채납으로 1997년 7월 8일 개설되었으며, 충청남도 서산시 해미면 읍내리 184-1번지 일원에 위치하여 있다. 50여개 점포와 부대시설로 주차장이 있다. 주요업종은 공산품, 음식업, 서비스업 등을 취급하는 상가형 시장이다.
- 해미시장

해미시장은 충청남도 서산시 해미면 읍내리 202번지 일원에 위치하여 있고, 1924년 9월 8일에 개설되었다. 20여개 점포와 노점으로 구성되어 있다. 주요품목은 수산물, 농산물, 수선, 공산품, 축산물 등을 취급하고 있다.

### 식품
이하 '서산 9품'
- 1품 : 6쪽마늘
- 2품 : 생강
- 3품 : 뜸부기쌀
- 4품 : 서산갯벌낙지
- 5품 : 서산 6년 근 인삼
- 6품 : 달래
- 7품 : 황토알타리 무
- 8품 : 팔봉산 감자
- 9품 : 감태

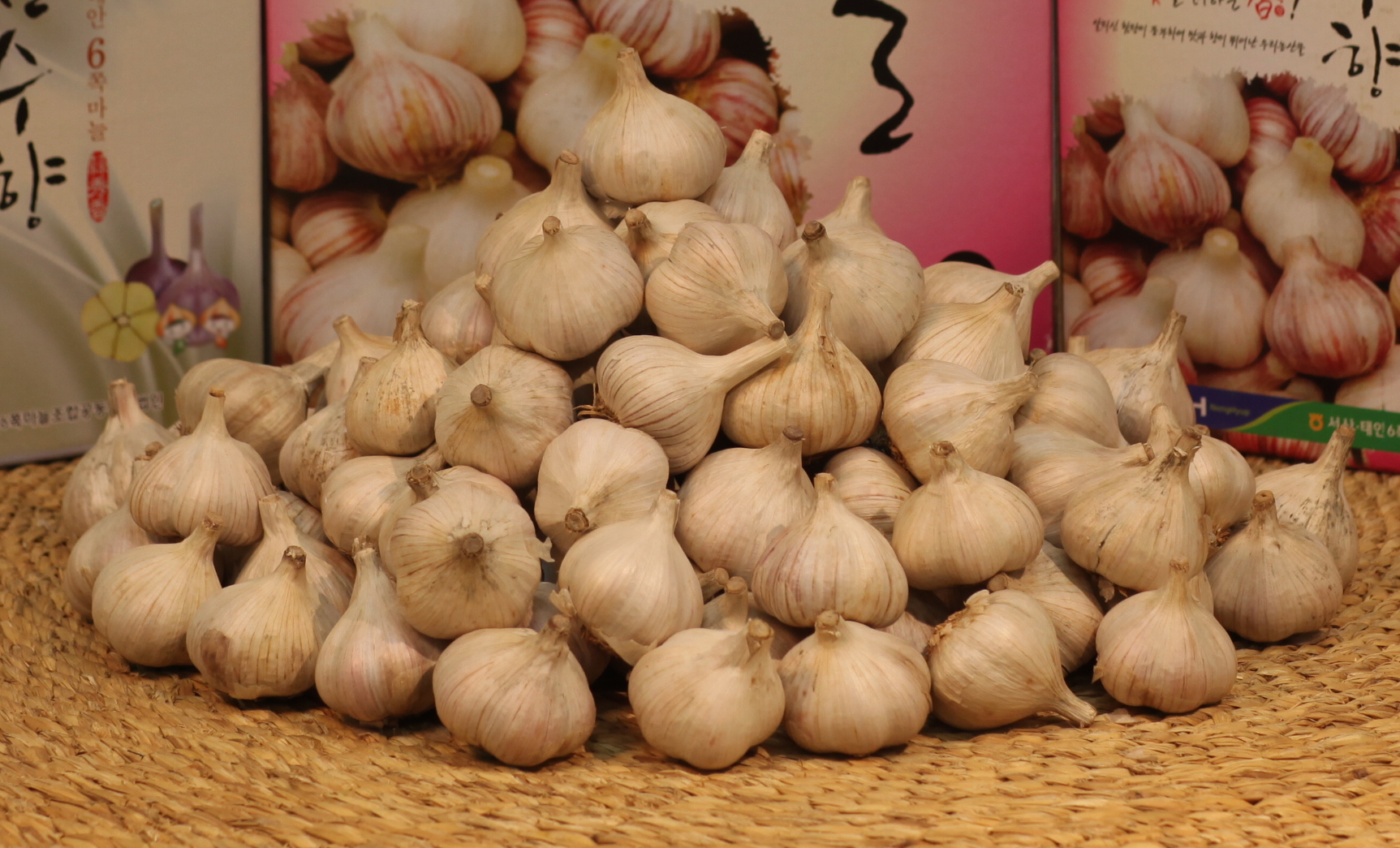
6쪽마늘
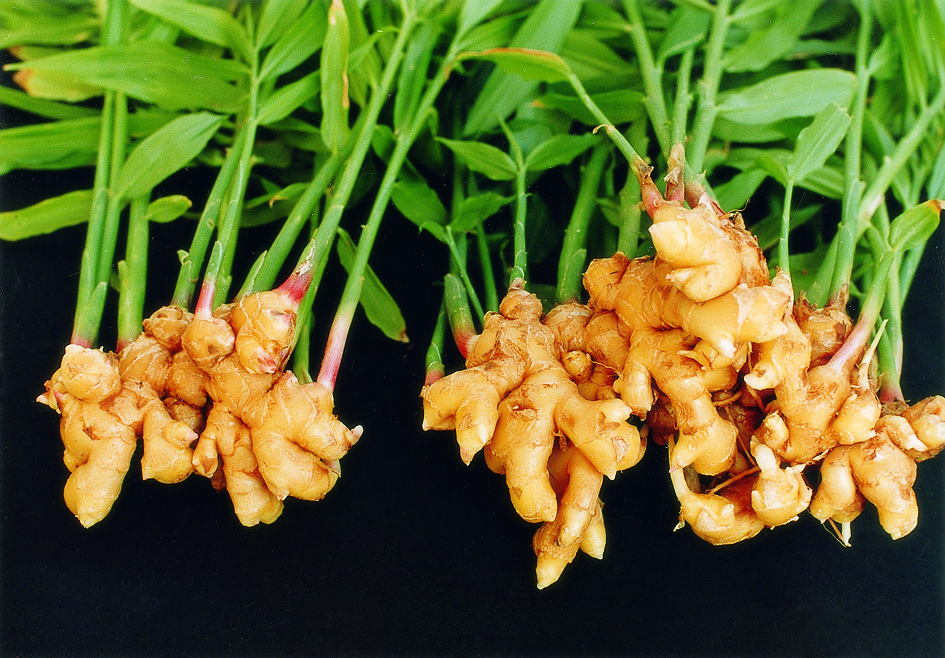
생강
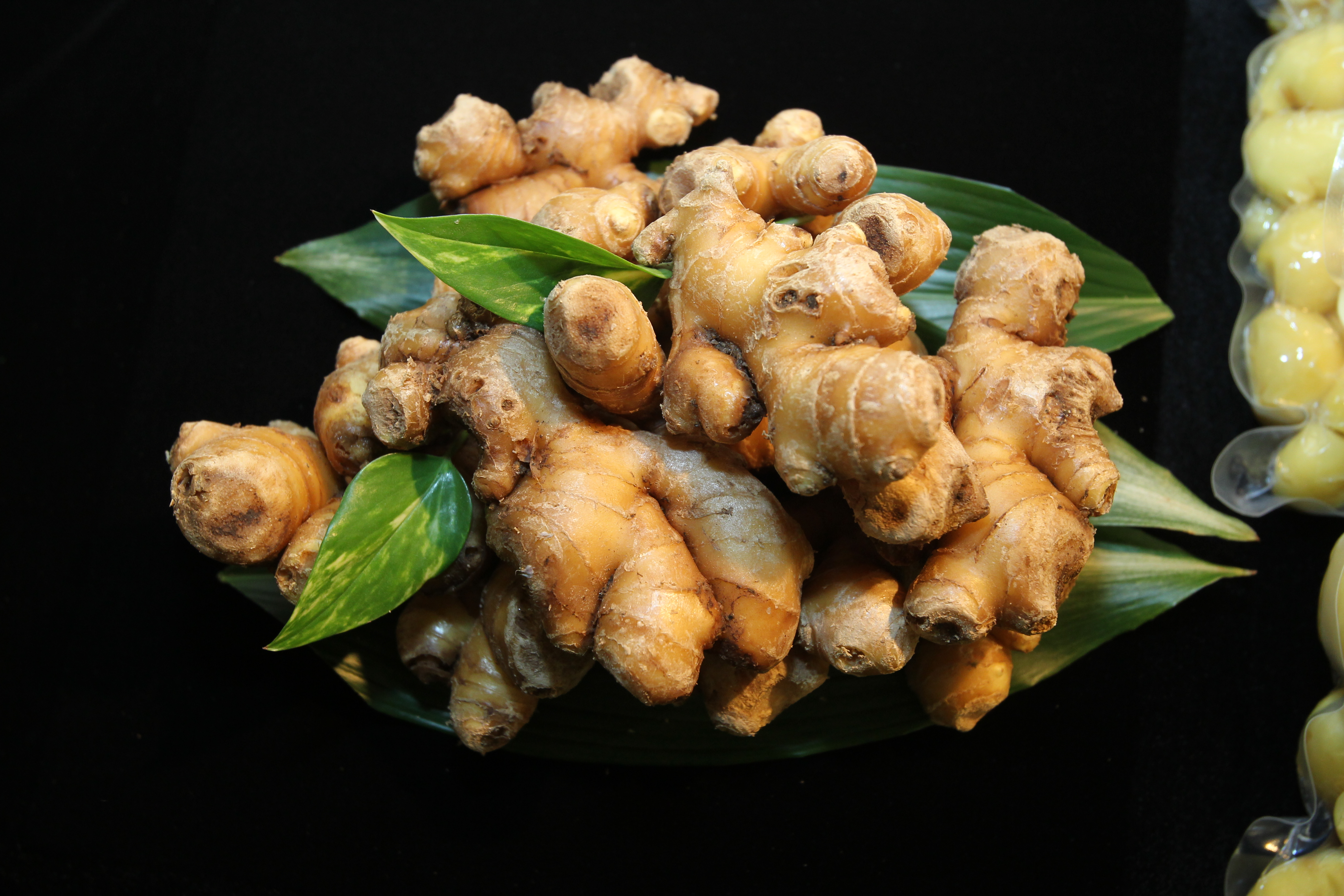
생강
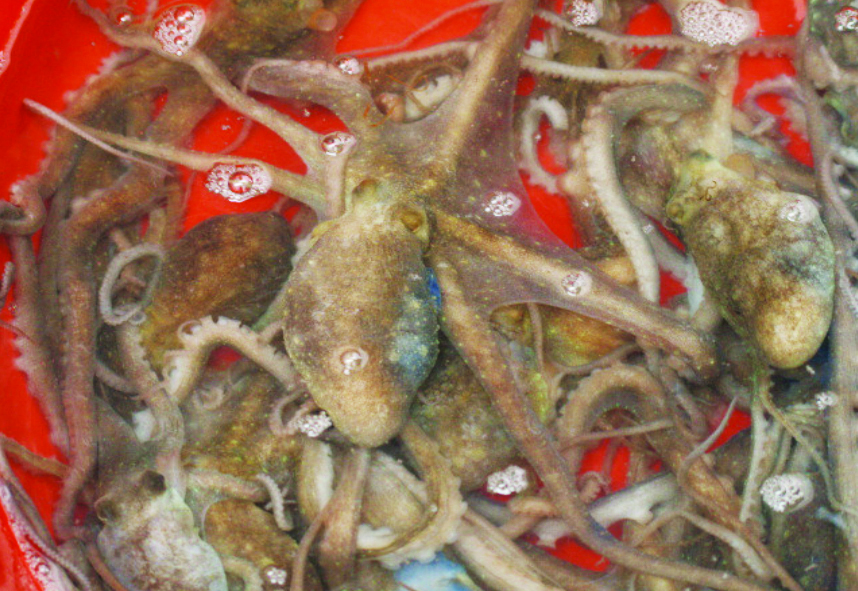
갯벌낙지
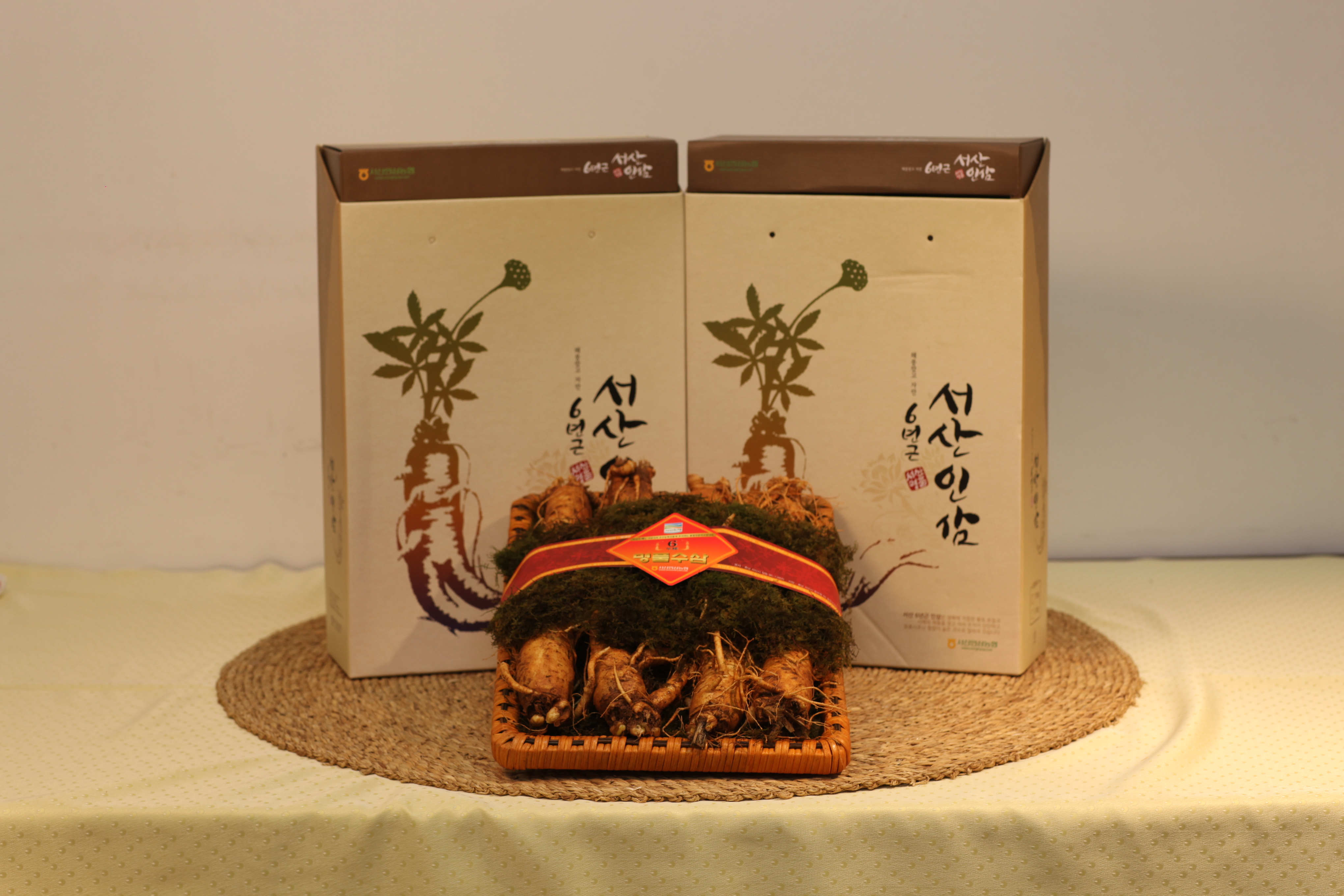
6년 근 인삼
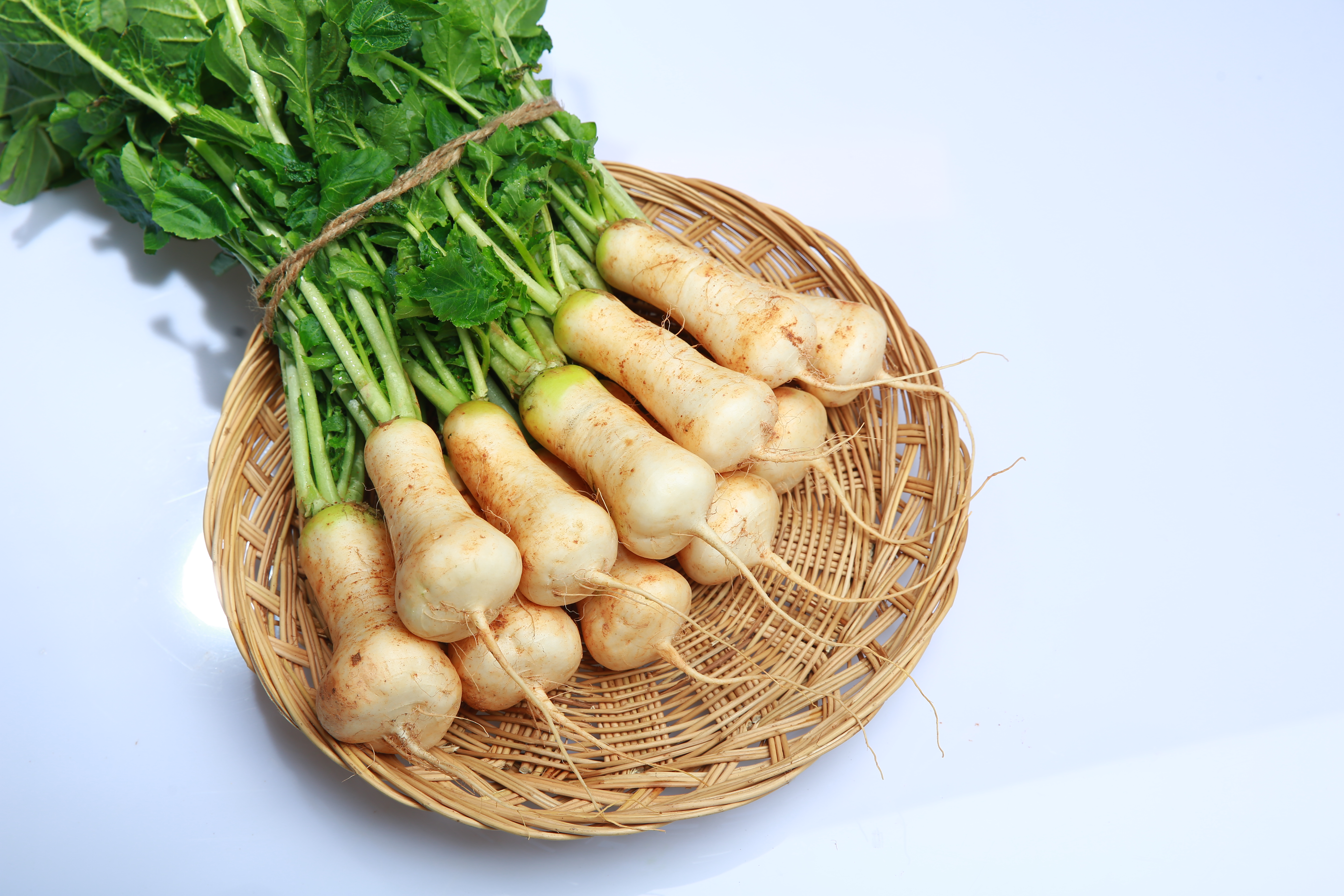
황토알타리 무
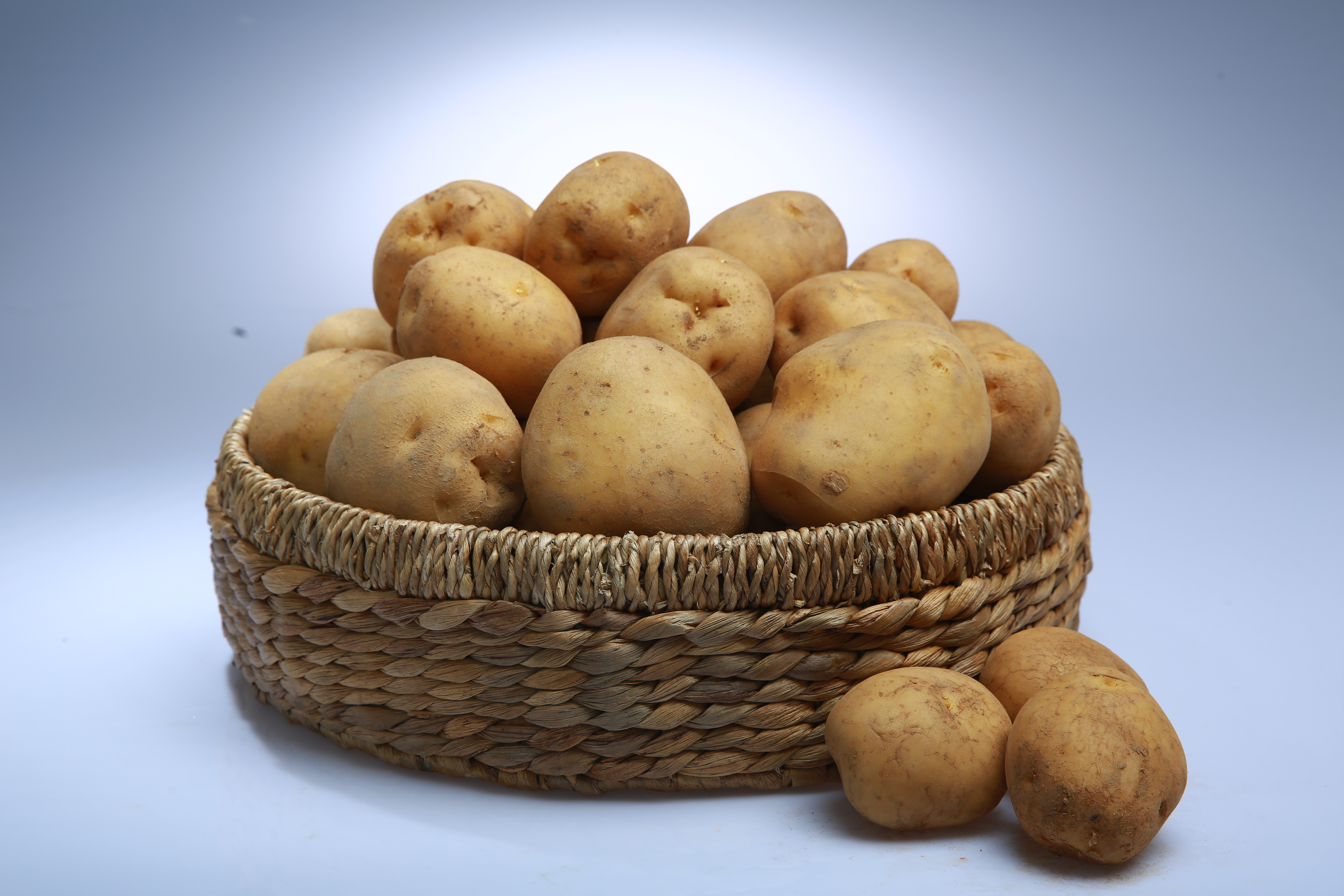
팔봉산 감자

### 음식
이하 '서산 9미'
- 1미 : 꽃게장
- 2미 : 서산어리굴젓
- 3미 : 게국지
- 4미 : 밀국낙지탕
- 5미 : 서산우리한우
- 6미 : 우럭젓국
- 7미 : 생강한과
- 8미 : 마늘각시
- 9미 : 영양굴밥

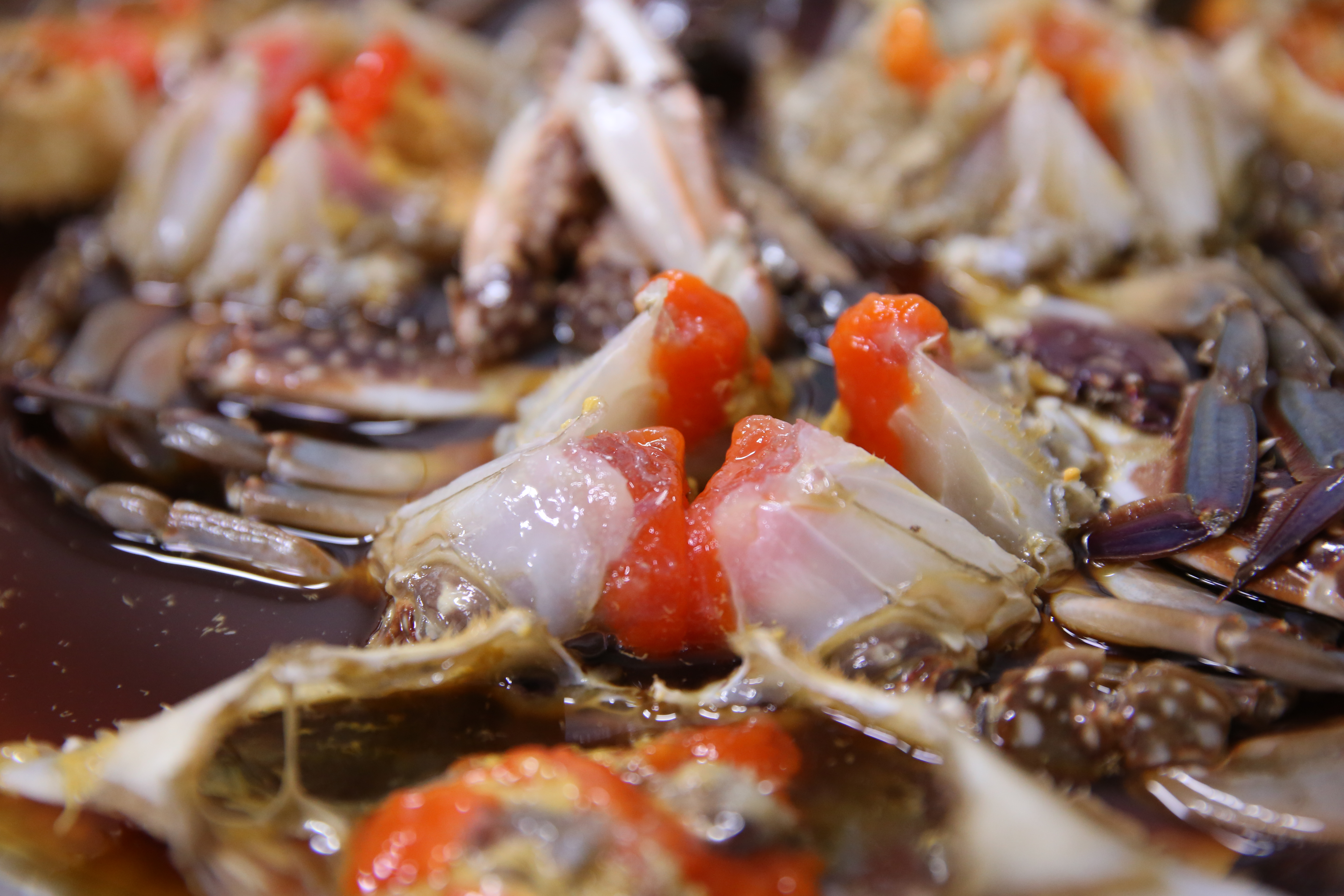
꽃게장
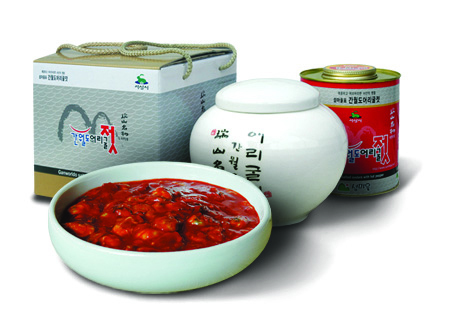
어리굴젓
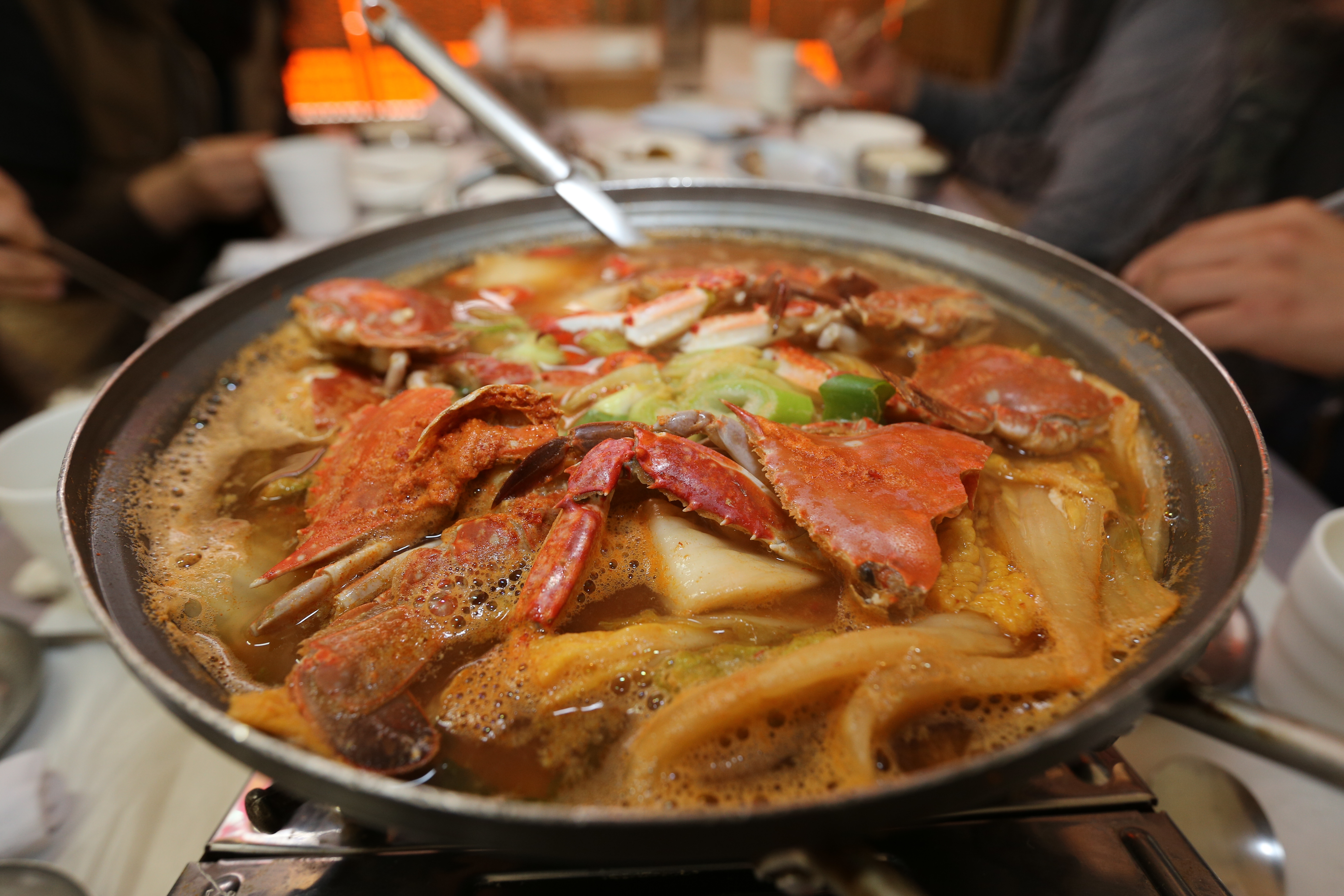
게국지
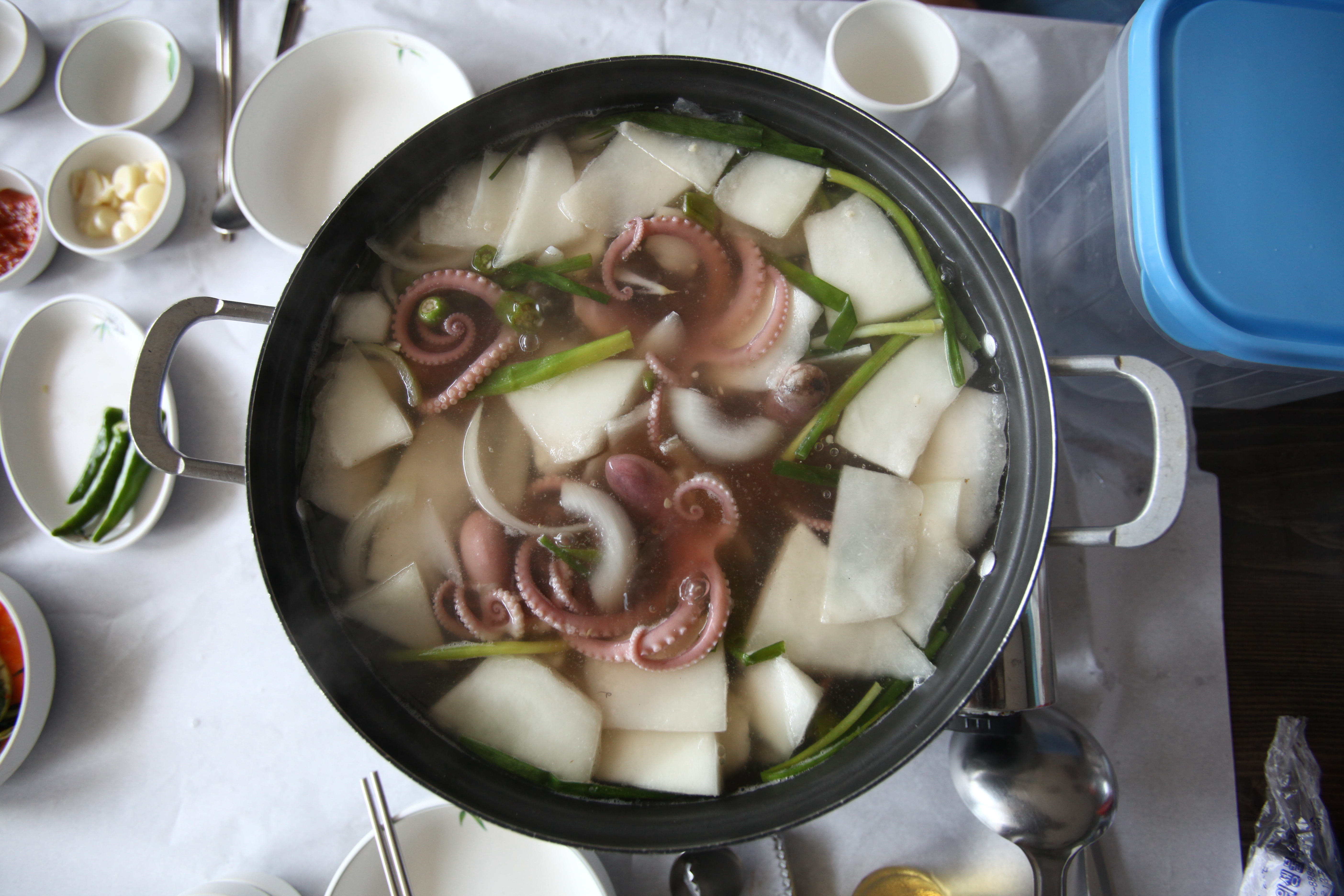
밀국낙지탕
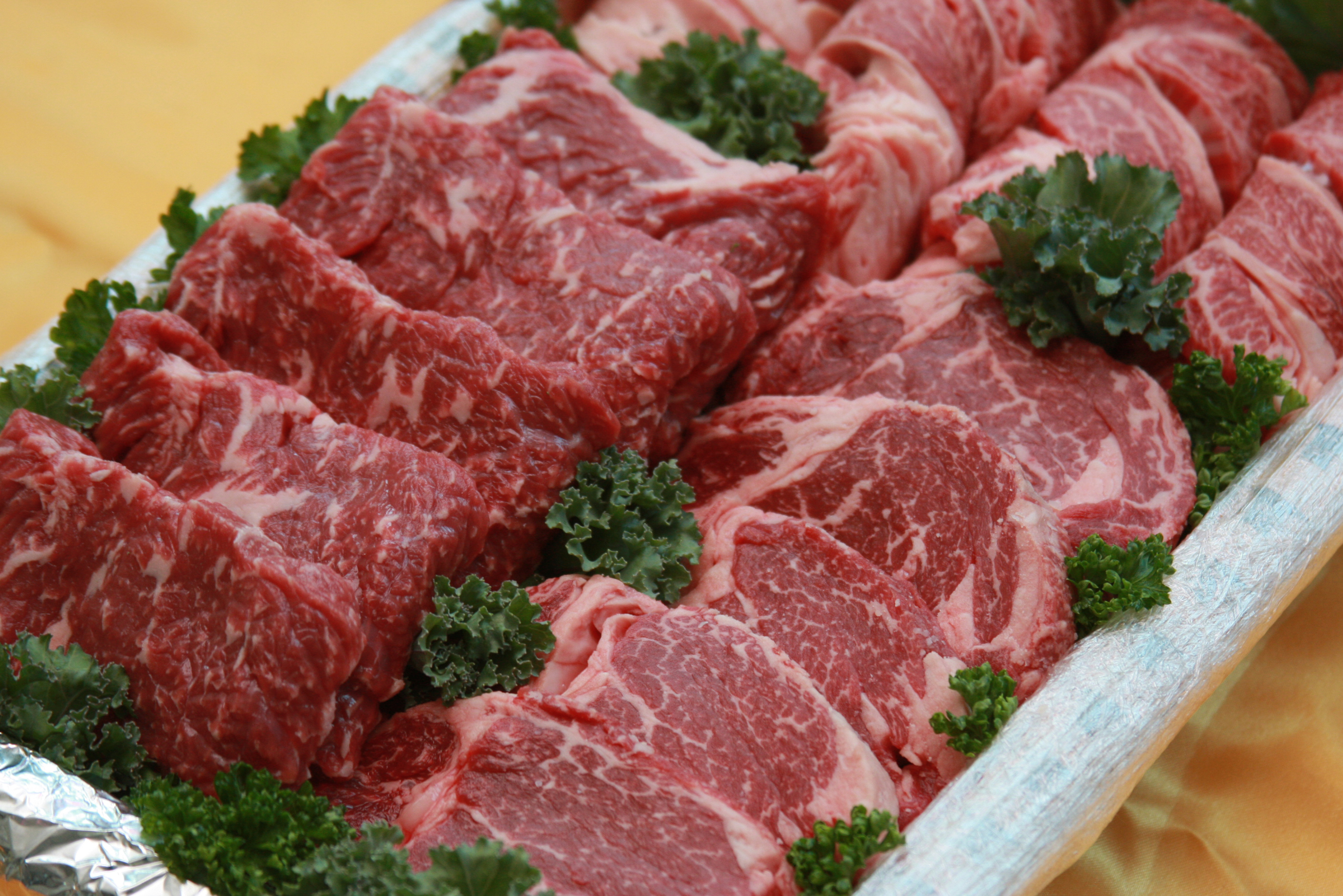
한우
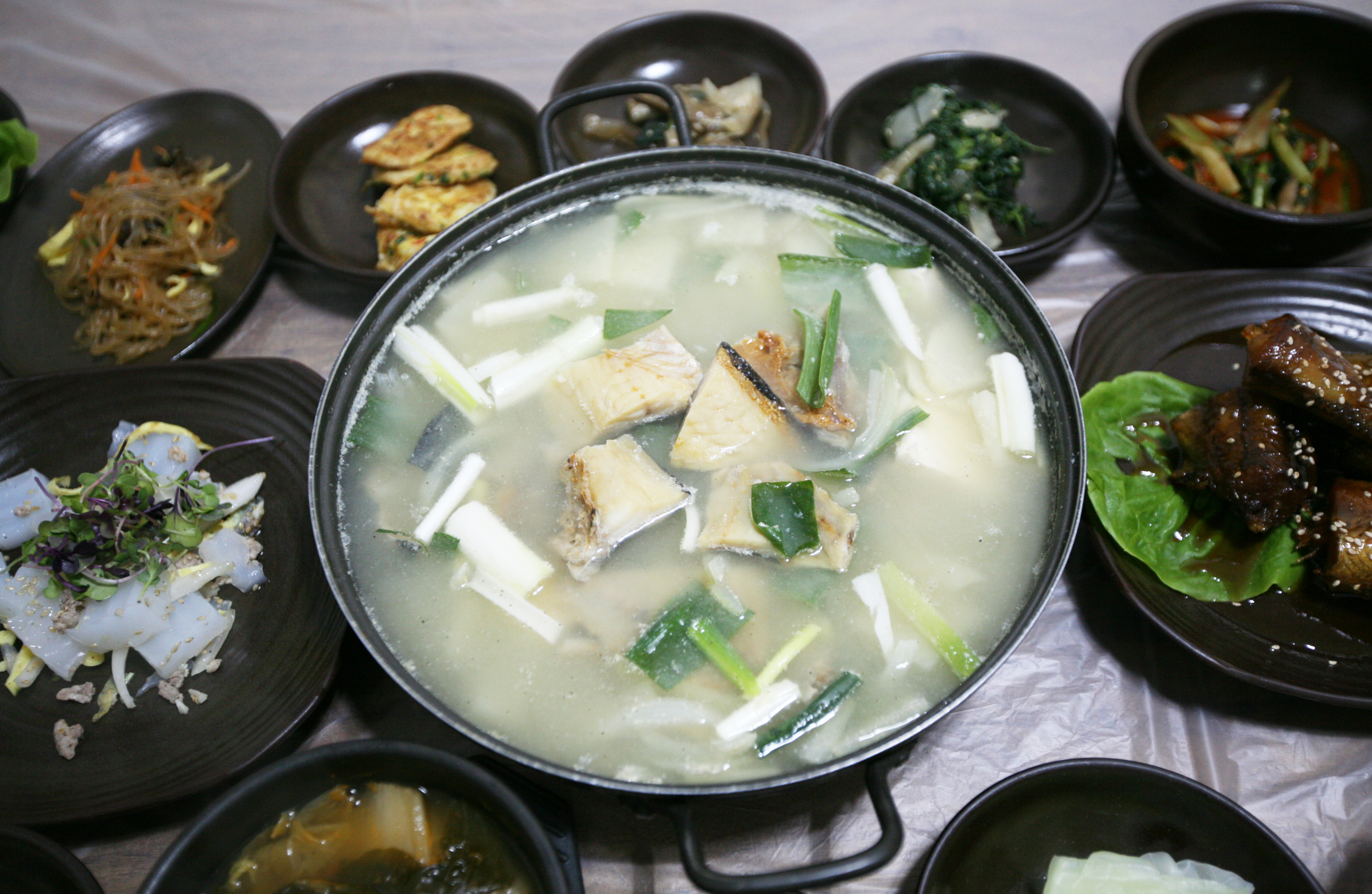
우럭젓국
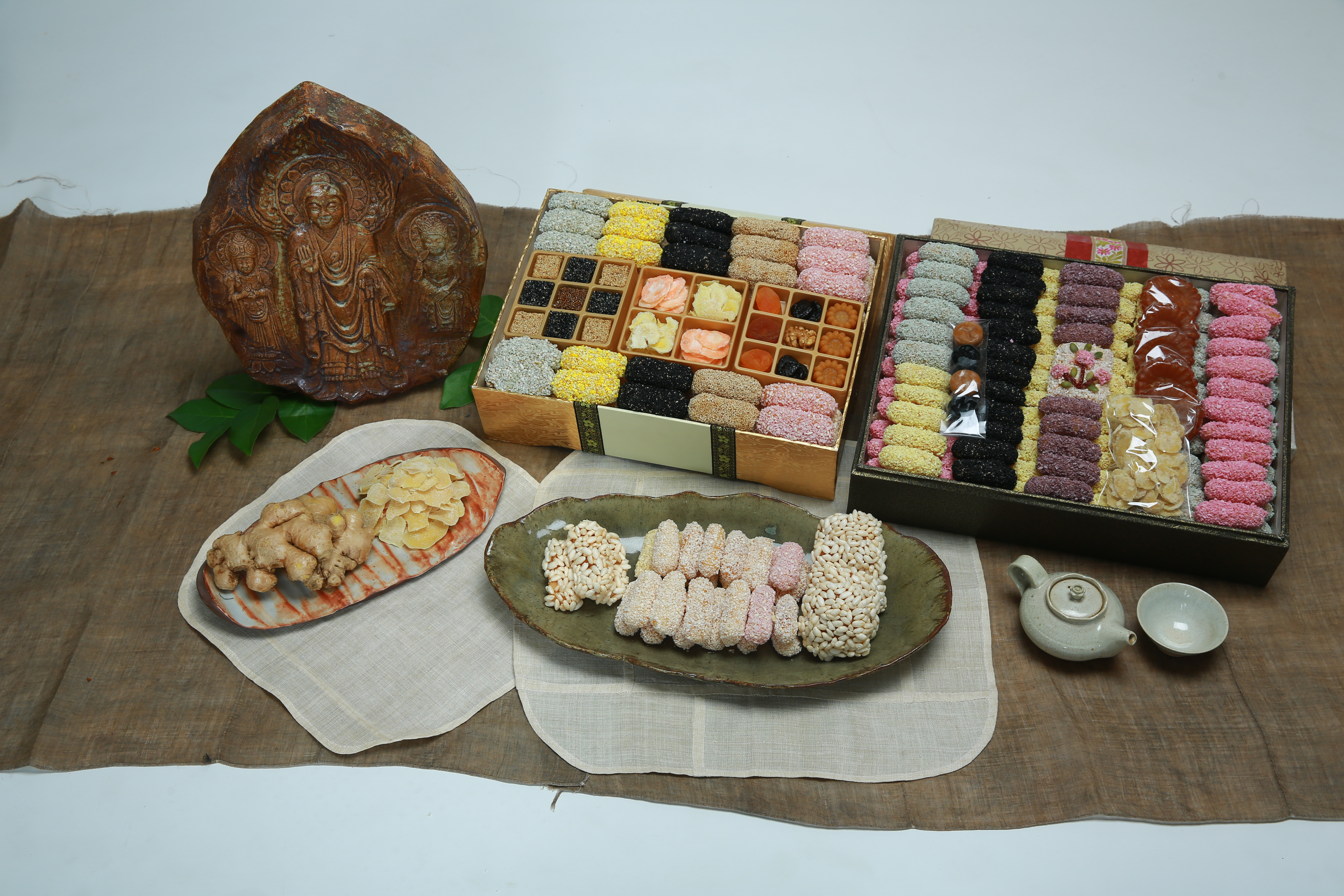
생강한과
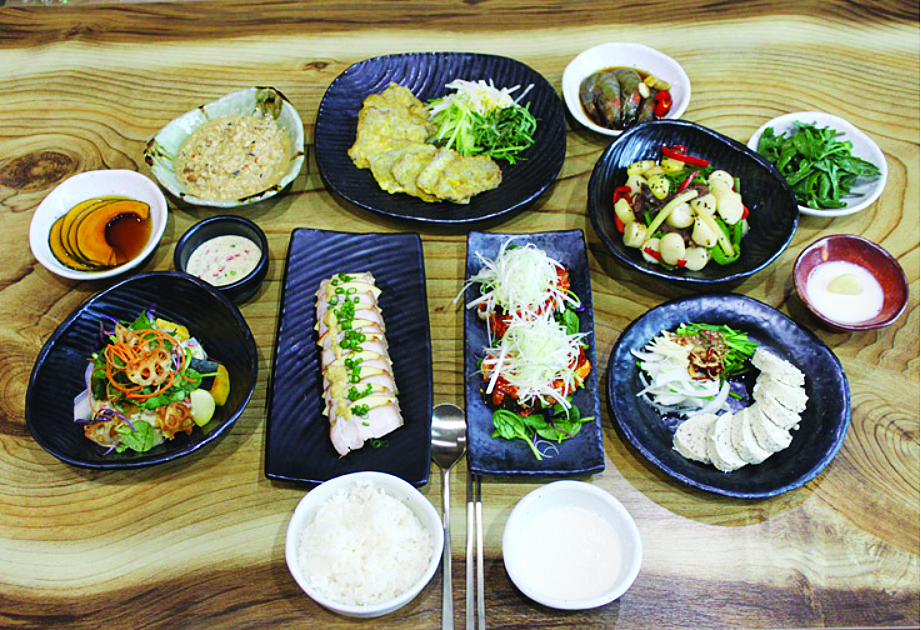
마늘각시
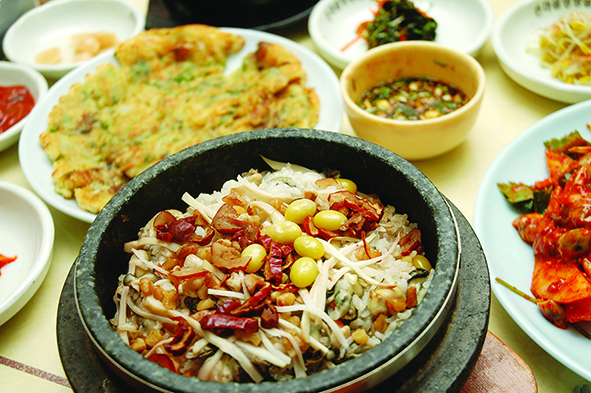
영양굴밥

## 문화·관광

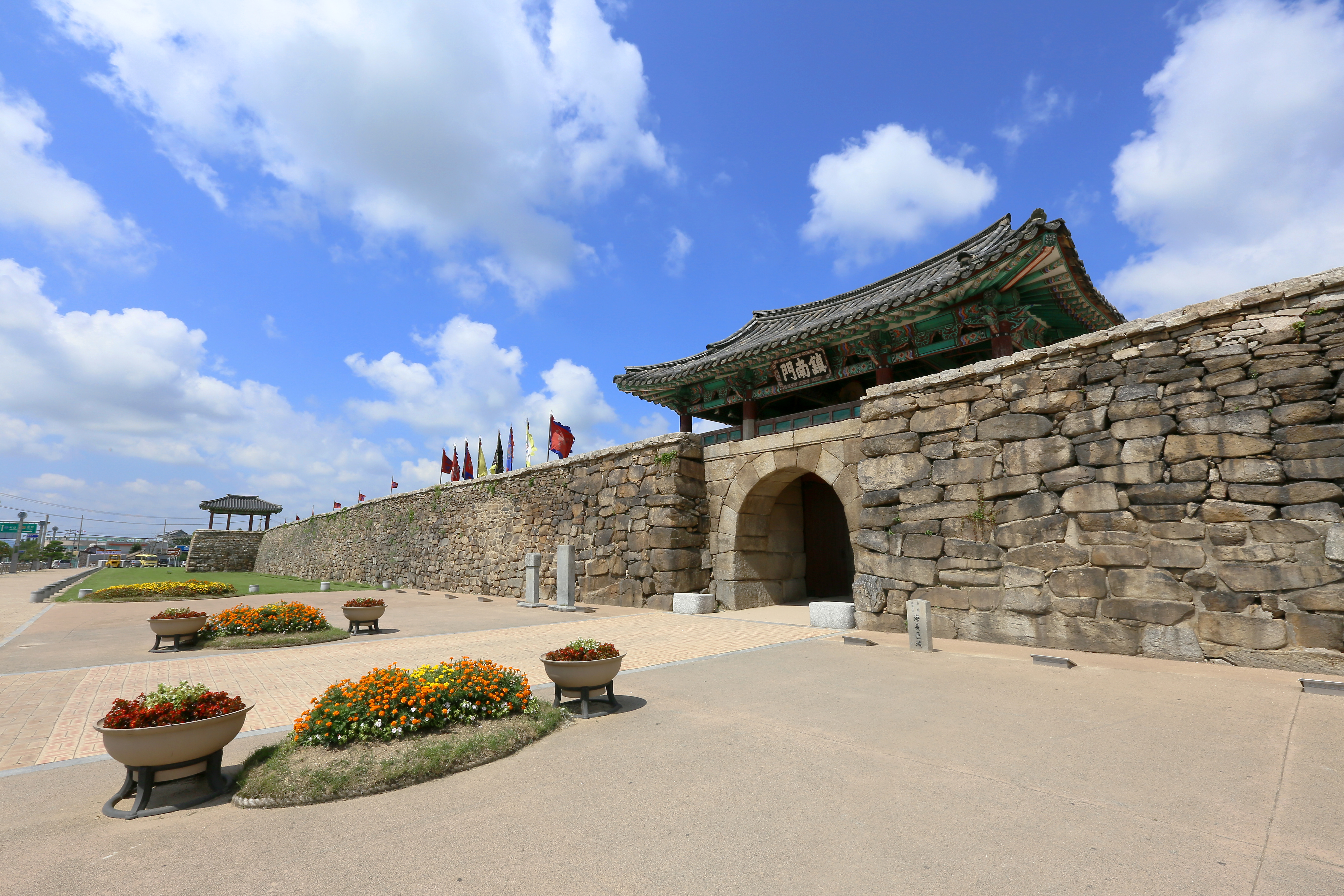
해미읍성. 매년 서산해미읍성축제, 해미읍성 전통문화공연이 개최된다.

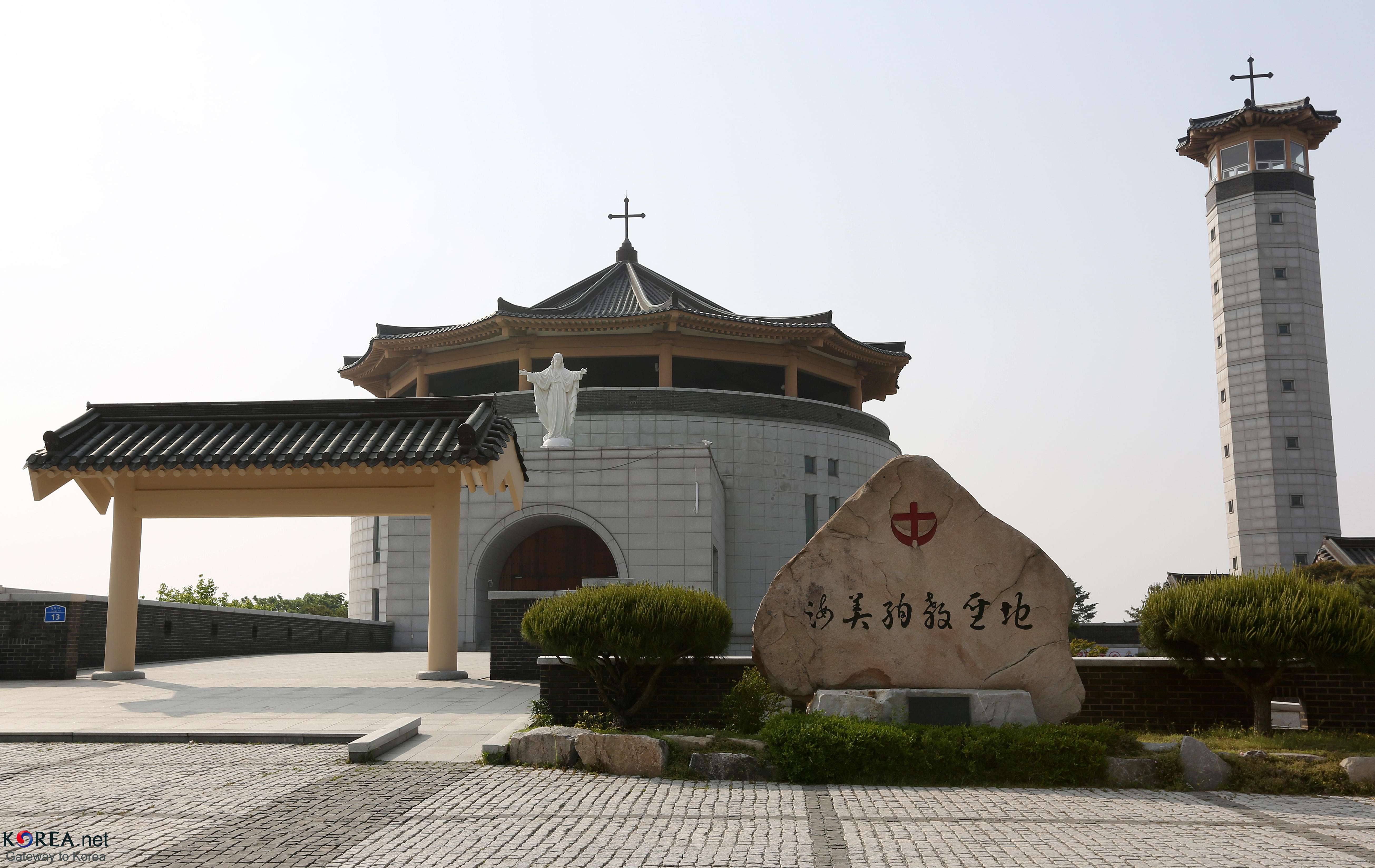
해미순교성지

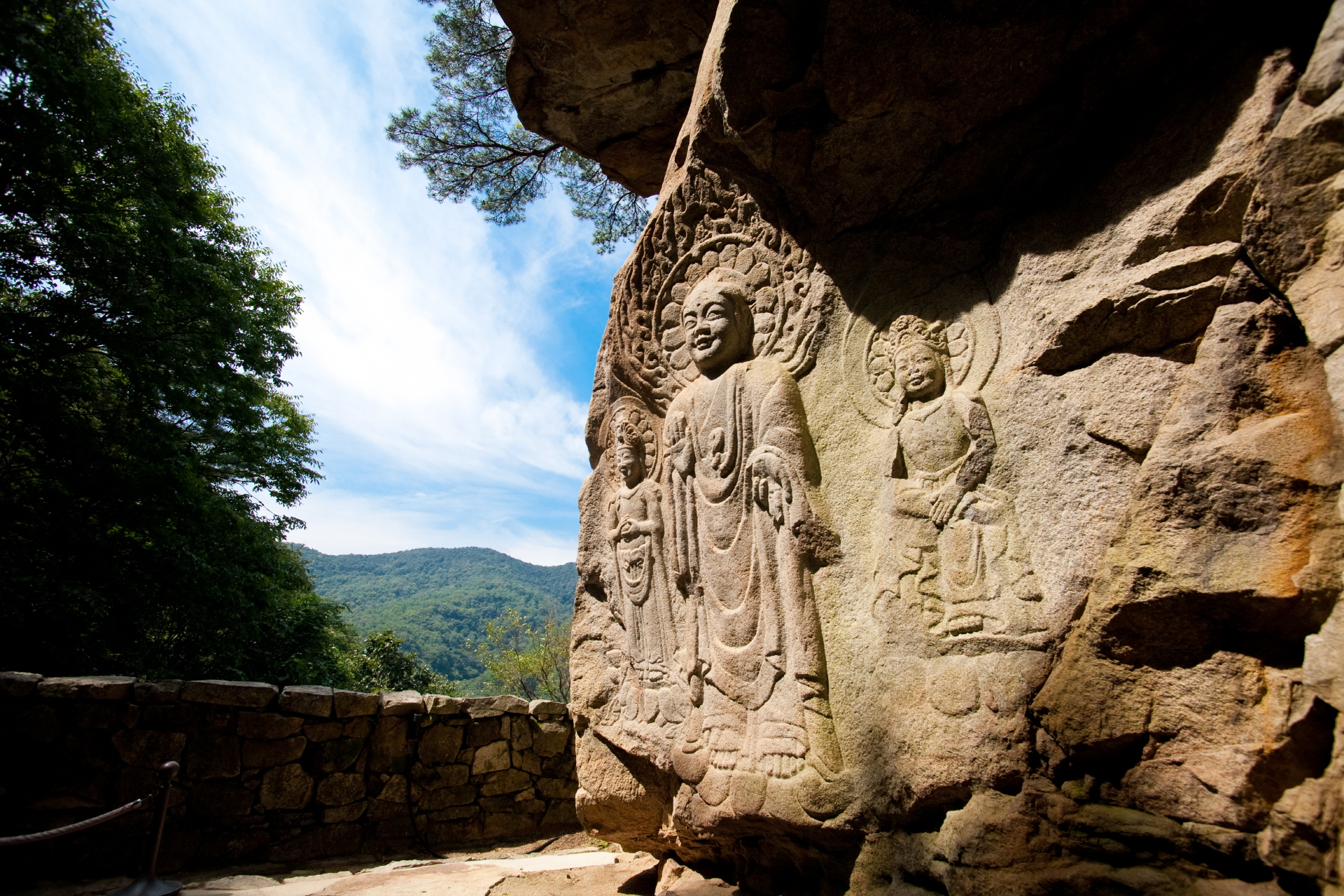
서산 용현리 마애여래삼존상 (국보 제84호)

서산시가 선정한 서산 9경으로 제1경 해미읍성, 제2경 서산 용현리 마애여래삼존상, 제3경 간월암, 제4경 개심사, 제5경 팔봉산, 제6경 가야산, 제7경 황금산, 제8경 서산한우목장, 제9경 삼길포항이 있다.
서산시 해미면 읍내리에는 서산 해미읍성(邑城, 사적 제116호)이 남아 있으며, 서산시는 해미읍성을 이용한 관광 상품을 개발하고 있다. 용현리에는 국보 제84호인 서산 용현리 마애여래삼존상이 ‘쉰길바위’라 하는 거암(巨岩)에 조각되어 있고, 운산면 용현리에는 고려 초기에 창건된 보원사지(普願寺址)가 있으며, 이 사지에는 당간지주(보물 제103호)·석조(石槽, 보물 제102호)·오층석탑(보물 제104호)·법인국사탑 및 비(보물 제105호·제106호) 등 많은 지정 문화재가 있다. 신창리에는 개심사(開心寺, 창건 연대 미상)가 있는데 특히 대웅전이 보물로 지정되어 있다. 밖에도 일락사·성산성·견성산성·문수사·정충신(鄭忠信) 유적 등이 있다.
서산시에 있는 천수만은 철새 도래지로서,  천수만을 체계적으로 보전, 관리하고 생태 관광 활성화를 위하여 서산버드랜드가 조성되어 있다.
또한 서산시의 주요 관광지를 잇는 아라메길이 조성되어 있으며, 주요 관광지를 순회하는 시티투어버스도 운영되고 있다.

### 문화재[36]
| 총계 | 국가지정문화재 | 국가지정문화재 | 국가지정문화재 | 국가지정문화재 | 국가지정문화재 | 도지정문화재 | 도지정문화재 | 도지정문화재 | 도지정문화재 | 도지정문화재 | 도지정문화재 | 등록문화재 |
| 총계 | 소계           | 국보           | 보물           | 사적           | 국가민속문화재 | 소계         | 유형         | 무형         | 기념물       | 민속자료     | 문화재자료   | 등록문화재 |
| 71   | 19             | 1              | 13             | 3              | 2              | 50           | 13           | 4            | 9            | 3            | 21           | 2          |

#### 국가지정문화재
- 서산 용현리 마애여래삼존상 (국보 제84호)
- 서산 보원사지 5층석탑 (보물 제104호)
- 개심사 대웅전 (보물 제143호)
- 서산 해미읍성 (사적 제116호)
- 서산 경주김씨 고택 (국가민속문화재 제199호) 외

#### 도지정문화재
- 문수사 극락보전 (유형 제13호) 외

### 축제

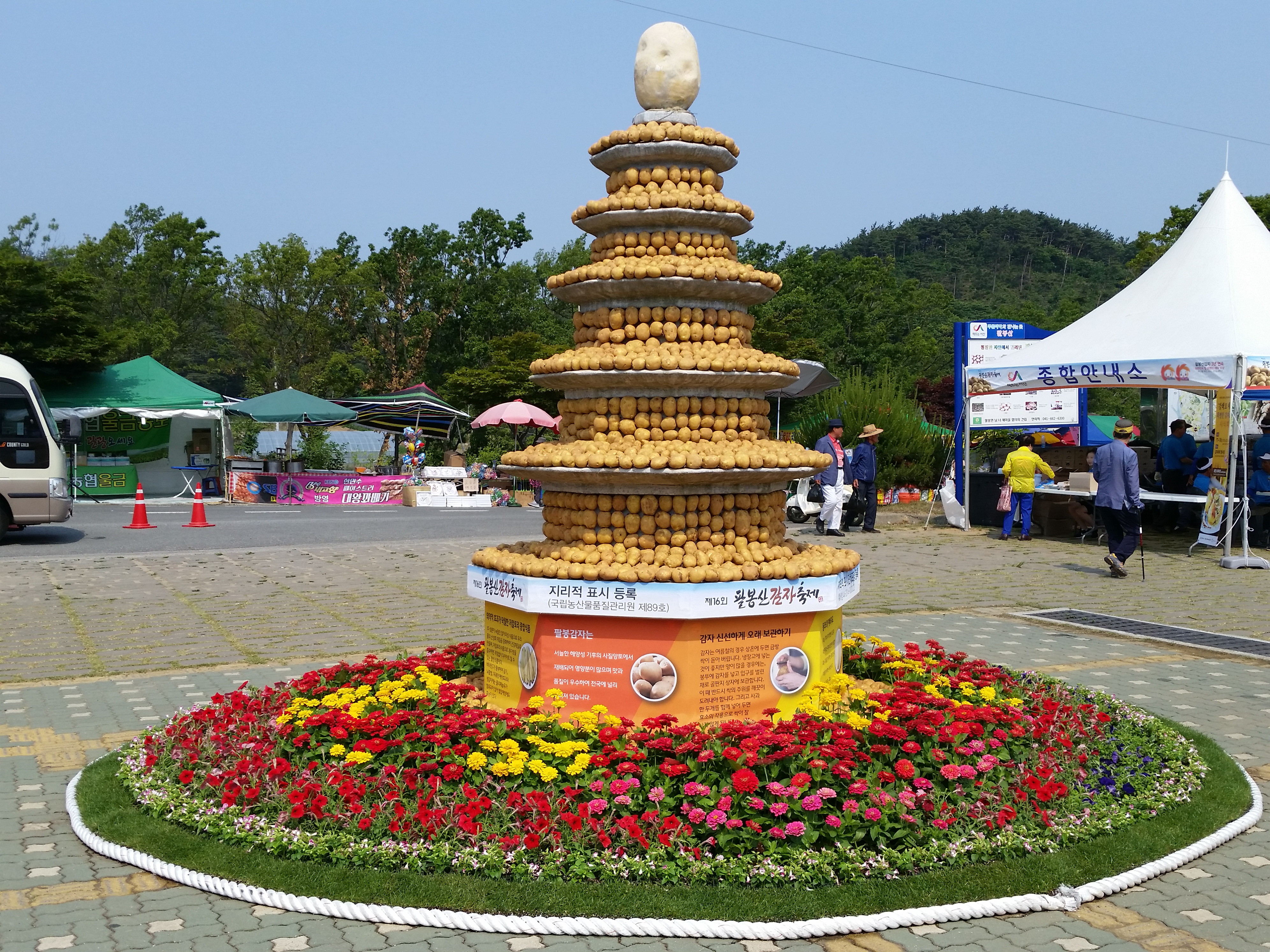
팔봉산 감자축제 감자탑

- 류방택 별축제
- 서산 6쪽마늘 축제
- 삼길포 우럭축제
- 서산국화축제
- 서산 뻘낙지 먹물축제
- 서산 어리굴젓 축제
- 팔봉산 감자축제
- 서산해미읍성축제
- 해미읍성 전통문화공연
- 왕산포 서산갯마을축제

### 테마파크
- 서산버드랜드

### 박물관
- 서산류방택천문기상과학관

### 기타
- 서산 아라메길
- 서산시티투어버스
- 안견기념관
- 석천암

## 스포츠
- 서산야구장 - 한화 이글스 2군 홈구장

## 주요기관

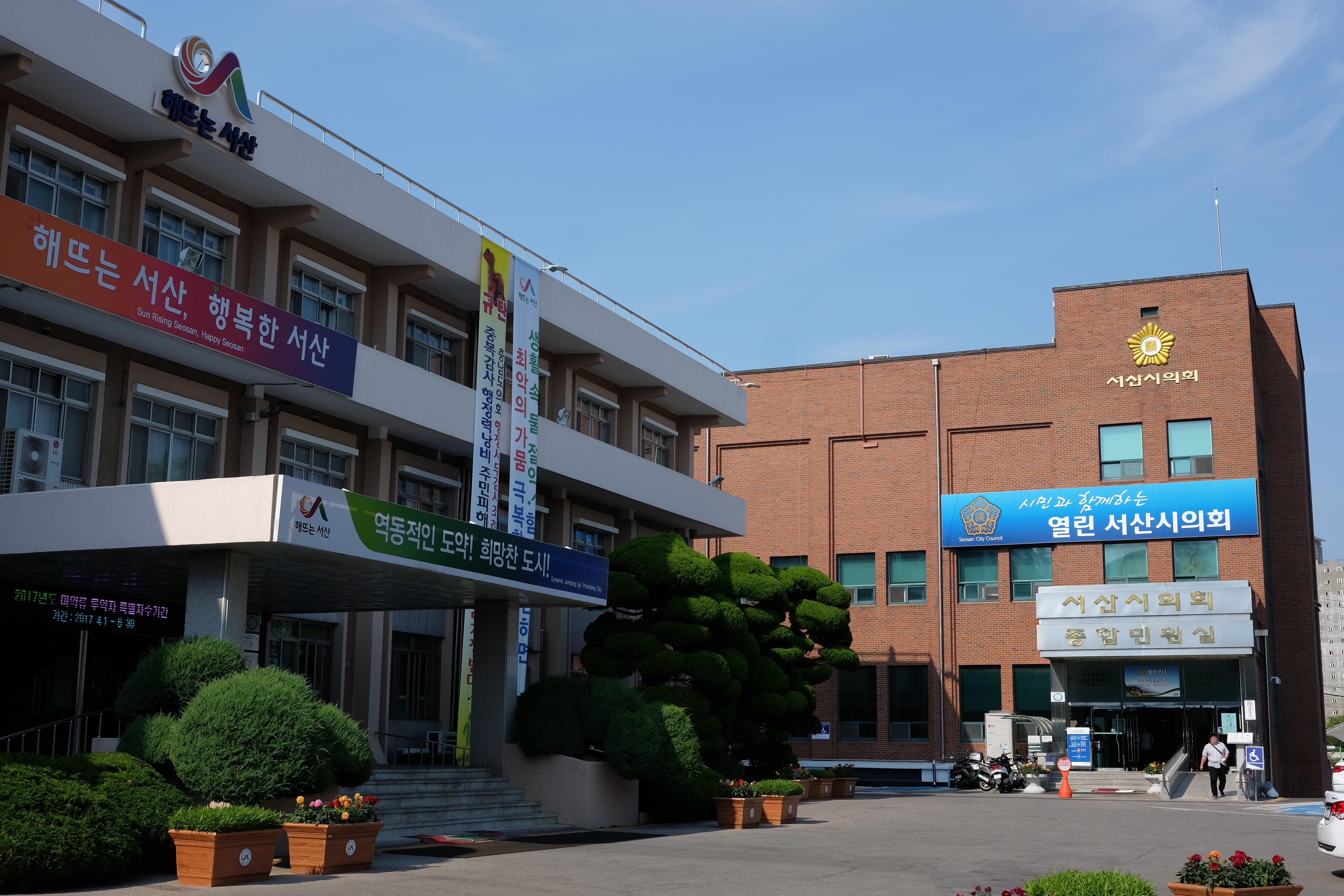
서산시청과 서산시의회

- 서산시청
- 서산시의회
- 서산소방서
- 서산경찰서
- 대전지방법원 서산지원
- 대전지방검찰청 서산지청
- 대전지방국세청 서산세무서
- 대한지적공사 서산지사
- 한국농어촌공사 서산·태안지사
- 대전출입국관리사무소 서산출장소
- 홍성교도소 서산지소

## 교통
철도는없으나 국도가 반도 중앙으로 예산에서 뻗어 태안까지 이르고, 이를 중심으로 기타 도로망이 비교적 잘 정비되어 안면도의 최남단까지도 통할 수 있다. 서해안고속도로가 건설되어 수도권과 충남 내륙권과의 연계가 더욱 편리해졌다.

### 버스
- 서산시의 시내버스 : 서령버스에서 운행한다.
- 버스터미널 : 서산공용버스터미널

### 고속도로
- 서해안고속도로

(홍성 나들목) ← 해미 나들목 ― 서산 나들목 → (당진 분기점)

### 국도
- 국도 제29호선
- 국도 제32호선
- 국도 제38호선
- 국도 제45호선
- 국도 제77호선

### 지방도
- 국가지원지방도 제70호선
- 국가지원지방도 제96호선
- 지방도 제609호선
- 지방도 제618호선
- 지방도 제634호선
- 지방도 제647호선
- 지방도 제649호선

## 교육
서산의 공교육의 역사는 조선 태종 6년(1406)까지 거슬러 올라간다. 서문 밖에 세우진 서산 향교는 그 뒤 선조 7년(1574)에 군수인 최여림이 동문동의 지금 있는 자리로 옮겨 세웠다. 해미향교는 태종 7년에 정해현과 여미현이 합쳐진 해미에 세워져 지금까지 남아있다. 같은 해에 태안읍에 태안향교도 세워졌다. 현재 충청남도서산교육지원청이 초중등교육을 지원하고 있으며, 대학으로는 유일하게 자체 비행장을 갖추고 있는 한서대학교가 위치하고 있다.
- 사립대학교

|  | - 한서대학교 서산캠퍼스 |

- 고등학교

|  | - 서산중앙고등학교 - 서산여자고등학교 - 부석고등학교 | - 서산고등학교 - 서산공업고등학교 - 서령고등학교 | - 서일고등학교 - 대산고등학교 |

- 중학교

|  | - 서산중학교 - 서산여자중학교 - 서산석림중학교 - 서산부춘중학교 - 해미중학교 - 부석중학교 | - 서산명지중학교 - 성연중학교 - 고북중학교 - 음암중학교 - 인지중학교 - 서령중학교 | - 대철중학교 - 대산중학교 - 팔봉중학교 - 서일중학교 |

- 초등학교

|  | - 서산초등학교 - 서동초등학교 - 오산초등학교 - 서령초등학교 - 부춘초등학교 - 서림초등학교 - 학돌초등학교 - 서산석림초등학교 - 대산초등학교 - 대산초등학교 웅도분교 - 독호초등학교 - 명지초등학교 - 명지초등학교 삼길포분교 - 청운초등학교 - 예천초등학교 | - 서산대진초등학교 - 인지초등학교 - 차동초등학교 - 부석초등학교 - 부석초등학교 간월도분교 - 강당초등학교 - 강당초등학교 부남분교 - 가사초등학교 - 팔봉초등학교 - 팔봉초등학교 고파도분교 - 팔봉초등학교 호리분교 - 고성초등학교 - 부성초등학교 - 부성초등학교 중왕분교 - 대성초등학교 | - 산성초등학교 - 산성초등학교 분점도분교 - 산성초등학교 우도분교 - 성연초등학교 - 음암초등학교 - 동암초등학교 - 운산초등학교 - 운산초등학교 소중분교장 - 운산초등학교 영락분교장 - 운산초등학교 원평분교 - 운신초등학교 - 해미초등학교 - 반양초등학교 - 언암초등학교 - 고북초등학교 - 삼포초등학교 |

- 특수학교

|  | - 서산성봉학교 |

### 도서관

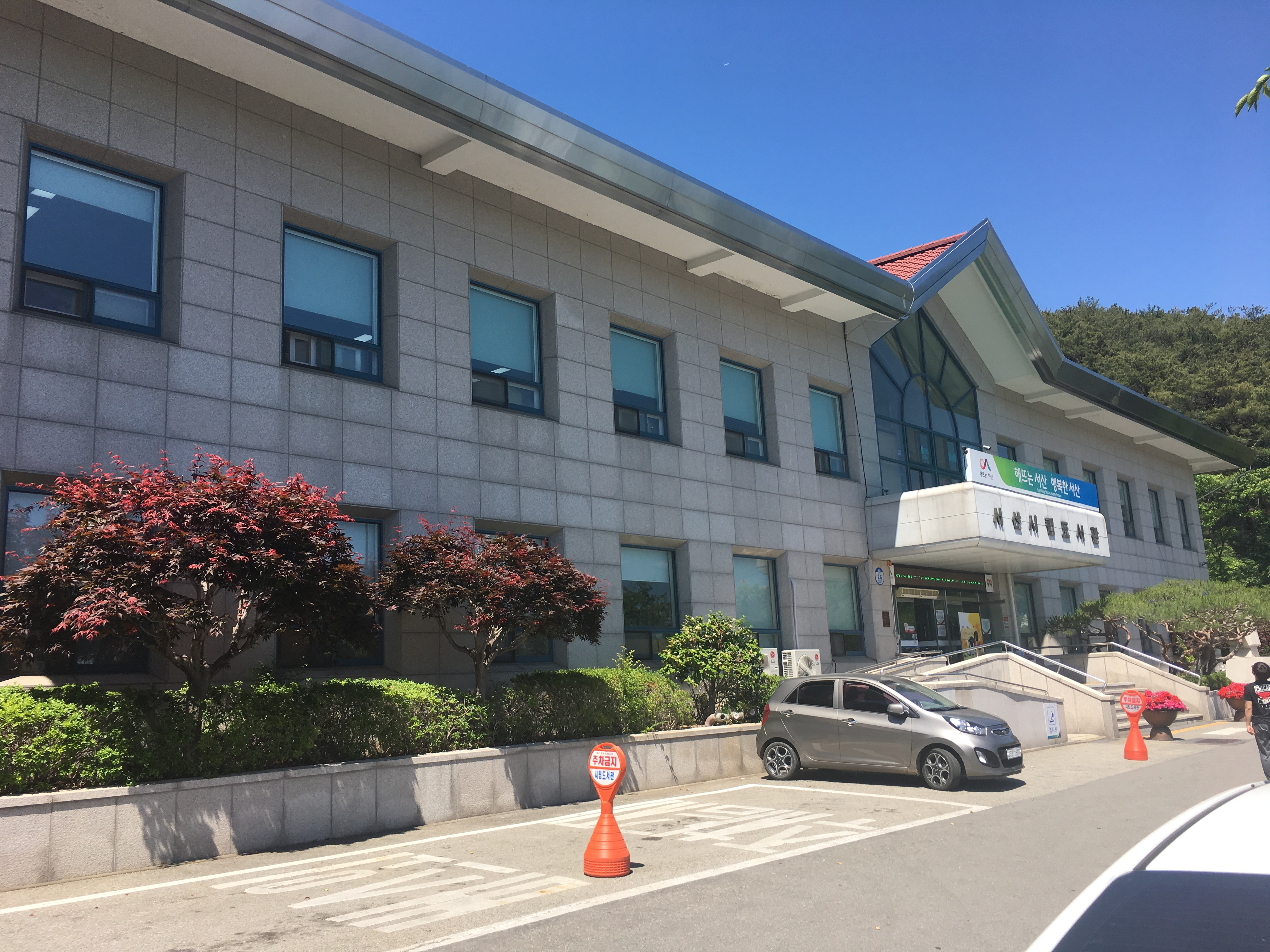
서산시립도서관

서산시의 도서관은 서산시립도서관, 대산도서관 각 아파트 작은도서관의 경우 동일 회원증으로 통합 이용 가능하며 서산어린이도서관과 충청남도서부평생학습도서관, 서산해미도서관의 경우 다른 회원체계로 운영되고 있다.
서산시에서 운영하는 도서관의 경우 도서 열람과 출입은 누구나 가능하다 도서 대여와 자료실 좌석대여는 서산시에 주소를 둔 시민만 가능하다. 그러나 서산시립도서관의 경우 2018년 이후 전국 통합회원증인 책이음 서비스 도입으로 시외 책이음 협약기관 회원을 가입한 시민의 경우 개인정보 동의를 통해 이용할 수 있도록 할 계획이다.
- 대산도서관 (시립)
- 서산시립도서관 (시립)
- 서산어린이도서관 (시립)
- 서산해미도서관 (도교육청)
- 충청남도서부평생학습관 (도교육청)

## 자매 도시
- 일본 나라현 덴리시
- 캐나다 에드먼턴
- 미국 로스엔젤레스
- 프랑스 리옹
- 중국 산둥성 룽청 시
- 중국 안후이성 허페이 시 (우호 도시)

## 같이 보기
- 대한민국의 지리
- 대한민국의 설치순 도시 목록
- 심수봉